# Samsung
Tập đoàn Samsung hay Samsung (Tiếng Hàn: 삼성, Romaja: Samseong, Hanja: 三星; Hán-Việt: Tam Tinh - 3 ngôi sao) là một tập đoàn đa quốc gia của Hàn Quốc có trụ sở chính đặt tại Samsung Town, Seocho, Seoul. Tập đoàn sở hữu rất nhiều công ty con, chuỗi hệ thống bán hàng cùng các văn phòng đại diện trên toàn cầu hoạt động dưới tên thương hiệu mẹ. Đây là một trong những thương hiệu công nghệ lớn nhất thế giới.
Samsung được sáng lập bởi doanh nhân Lee Byung-chul vào năm 1938, khởi đầu là một công ty buôn bán nhỏ. Sau hơn 3 thập kỷ phát triển, Samsung dần đa dạng hóa các ngành nghề, bắt đầu tham gia vào lĩnh vực công nghiệp điện tử vào cuối thập niên 1960, xây dựng nhà máy đóng tàu vào giữa thập niên 70. Sau khi Lee Byung-chul mất, Samsung tách ra thành 4 tập đoàn nhỏ, bao gồm: Samsung, Shinsegae, CJ và Hansol. Từ thập niên 1990, Samsung mở rộng hoạt động trên quy mô toàn cầu, tập trung vào các lĩnh vực công nghệ cao và điện tử tiêu dùng. Những công ty con tiêu biểu của Samsung bao gồm: Samsung Electronics, Samsung Heavy Industries, Samsung Engineering, Samsung C&T, Samsung Life Insurance, Samsung Everland, Samsung Techwin và Cheil Worldwide.
Năm 2019, Samsung có giá trị thương hiệu lớn nhất châu Á, hạng 5 thế giới. Năm 2020, Samsung đứng đầu bảng xếp hạng 1.000 thương hiệu được yêu thích nhất tại châu Á. Tháng 10 năm 2020, Samsung vượt qua Toyota để trở thành thương hiệu đắt giá nhất châu Á, xếp hạng 5 toàn cầu sau Google, Microsoft, Amazon và Apple. Tháng 11 năm 2020, Samsung vượt qua Apple để dẫn đầu thị trường smartphone tại Mỹ. Cũng trong năm 2020, giá trị thương hiệu Samsung được định giá xấp xỉ 95 tỷ USD - đứng số 1 châu Á cũng như thứ 5 thế giới. Năm 2021, con số trên tăng lên mức 102,6 tỷ USD và Samsung vẫn giữ hạng 5 toàn cầu. Ngoài ra, Samsung còn là 1 trong 16 công ty công nghệ sáng tạo nhất thế giới với vị trí thứ 4 trên bảng xếp hạng của Boston Consulting Group.
Tại Việt Nam, 4 nhà máy sản xuất của Samsung đạt doanh thu hơn 70 tỷ USD vào năm 2022, chiếm gần 1/5 tổng kim ngạch xuất khẩu của Việt Nam. Lợi nhuận của các cơ sở này khoảng 4,6 tỷ USD, tương đương 1,15% GDP của toàn Việt Nam.

## Lịch sử

### 1938 - 1970

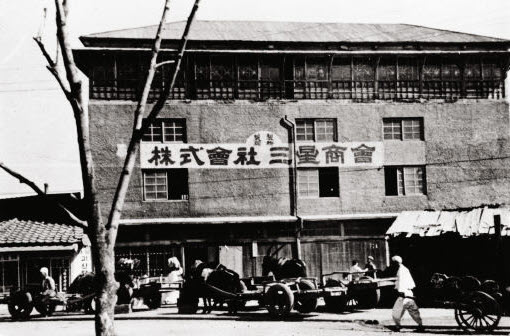
Trụ sở công ty Samsung Sanghoes ở Daegu, cuối thập kỉ 30.

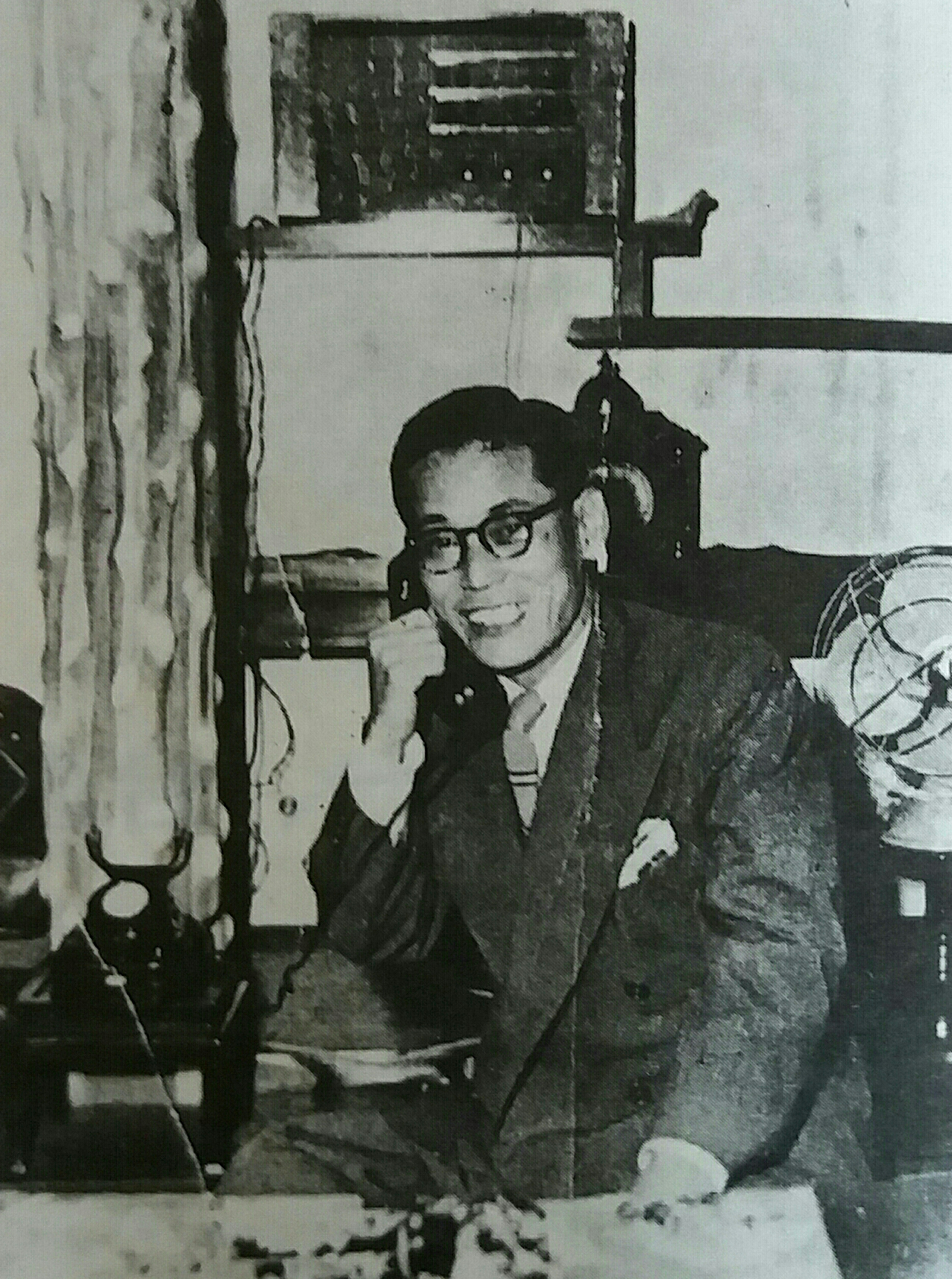
Lee Byung-chul, Người sáng lập tập đoàn Samsung

Năm 1938, vào thời kỳ Bán đảo Triều Tiên còn đang nằm dưới sự quản lý, chiếm đóng của chính phủ và quân đội Đế quốc Nhật Bản, Lee Byung-chul (1910-1987), người xuất thân trong một gia tộc địa chủ tư sản ở vùng Uiryeong đã cùng gia đình chuyển tới sinh sống gần thành phố Daegu và sáng lập ra Samsung Sanghoe (삼성상회, 三星商會), một công ty nhỏ với chỉ 40 công nhân cùng chuỗi cửa hàng chuyên bán gạo, cá khô, đồ tạp hóa và mì sợi ở Su-dong (ngày nay là Ingyo-dong). Khi công ty bắt đầu làm ăn phát đạt và có lợi nhuận, ông đã chuyển văn phòng công ty tới thành phố Seoul vào năm 1947. Khi Chiến tranh Triều Tiên nổ ra, gia đình Lee Byung-chul buộc phải rời Seoul và sau đó thì mở một nhà máy tinh chế đường ở Busan mang tên là Cheil Jedang. Sau khi Chiến tranh Triều Tiên kết thúc vào năm 1954, ông quay trở lại công việc kinh doanh, tiếp tục sáng lập ra Cheil Mojik và xây dựng nhà máy ở Chimsan-dong, Daegu. Đó là nhà máy sản xuất len sợi lớn chưa từng có của đất nước.
Trong những năm kế tiếp, Samsung ngày càng đa dạng hóa trong nhiều lĩnh vực và chủ tịch Lee Byung-chul là nhân tố chính, người đã giúp Samsung trở thành công ty đi đầu trong nhiều lĩnh vực như bảo hiểm, chứng khoán, bán lẻ. Kết hợp với sự thuận lợi trong tình hình kinh tế, chính trị tại Hàn Quốc khi đó, chính quyền của Tổng thống Park Chung-Hee đã liên tục nhấn mạnh tầm quan trọng đặc biệt của công nghiệp hóa. Đồng thời, chính phủ tiến hành tập trung vào chiến lược phát triển kinh tế xoay quanh các tập đoàn lớn như Samsung, bảo hộ cạnh tranh và hỗ trợ tài chính ở mức độ tối đa.
Năm 1947, Cho Hong-jai (người sau này sáng lập tập đoàn Hyosung), hợp tác với Samsung thành lập công ty Samsung Mulsan Gongsa (삼성물산공사), hay còn gọi là Công ty Thương mại Samsung (Samsung Trading Corporation). Công ty này sau đó phát triển và trở thành công ty Samsung C&T ngày nay. Sau vài năm hợp tác, Cho và Lee quyết định đường ai nấy đi vì sự khác biệt trong cách điều hành nhưng Cho Hong-jai muốn lấy 30% cổ phần từ công ty. Sau khi thỏa thuận được ký kết, Samsung chia tách thành các tập đoàn Samsung, tập đoàn Hyosung, Hankook Tire và một số công ty con khác.
Vào cuối thập kỉ 60, Samsung bắt đầu thay đổi chiến lược kinh doanh, tham gia vào ngành công nghiệp điện tử với sự trợ giúp chuyên môn đắc lực từ phía Hoa Kỳ và Nhật Bản. Tập đoàn thành lập một loạt các công ty con chuyên về lĩnh vực công nghệ - điện tử như Samsung Electronics Devices, Samsung Electro-Mechanics, Samsung Corning, Samsung Semiconductor & Telecommunication, đặt các cơ sở nghiên cứu và nhà máy chế tạo sản phẩm tại thành phố Suwon. Sản phẩm đầu tiên của công ty là TV đen trắng.

### 1970 - 1990

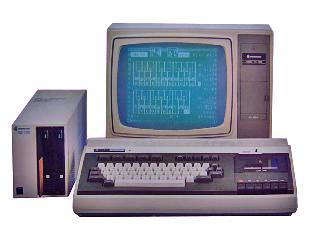
SPC-1000, được giới thiệu năm 1982, là sản phẩm máy tính cá nhân đầu tiên của Samsung (Sản xuất bởi người Hàn Quốc), sử dụng băng cát-xét để load và lưu dữ liệu, có thể dùng được đĩa mềm.

Năm 1980, Samsung mua lại công ty Hanguk Jeonja Tongsin và tham gia vào lĩnh vực công nghiệp phần cứng điện tử viễn thông. Sản phẩm đầu tiên là bộ chuyển mạch. Đó là nền tảng cho hệ thống nhà máy điện thoại bàn và máy Fax của Samsung, sau này là nhà máy điện thoại di động Samsung, nơi đã sản xuất 800 triệu sản phẩm điện thoại di động cho đến thời điểm hiện tại. Công ty sáp nhập các công ty con về điện tử, trở thành Công ty Điện Tử Samsung (Samsung Electronics Co., Ltd) trong những năm 1980.
Sau khi nhà sáng lập Lee Byung-chul mất năm 1987, tập đoàn Samsung tách ra thành 4 tập đoàn - Samsung, Shinsegae, CJ, Hansol. Shinsegae (kinh doanh cửa hàng giảm giá, bách hóa) ban đầu là một phần của Samsung, tách ra vào thập kỉ 90 cùng với tập đoàn CJ (kinh doanh thực phẩm, hóa chất, giải trí, Logistic) và tập đoàn Hansol (kinh doanh giấy, viễn thông). Ngày nay 3 tập đoàn trên hoạt động độc lập, không còn là một phần hay liên hệ với Samsung. Một đại diện của Tập đoàn Hansol cho biết: "Chỉ có những người không biết gì về luật pháp quản lý thế giới kinh doanh mới có thể tin vào điều gì đó vô lý". Khi Hansol tách khỏi Tập đoàn Samsung vào năm 1991, họ cắt đứt tất cả các khoản đảm bảo thanh toán và giữ cổ phần với các chi nhánh của Samsung. Một nguồn tin từ Tập đoàn Hansol khẳng định: "Hansol, Shinsegae, và CJ đã được quản lý độc lập kể từ khi tách biệt tương ứng với tập đoàn Samsung". Một giám đốc điều hành cửa hàng bách hóa Shinsegae cho biết: "Shinsegae không có bảo đảm thanh toán liên quan đến tập đoàn Samsung".
Vào những năm 80, Công ty Điện Tử Samsung đầu tư mạnh mẽ vào nghiên cứu và phát triển. Đây là chìa khóa then chốt đã đưa Samsung trở thành công ty hàng đầu trong lĩnh vực công nghiệp điện tử trên thế giới. Năm 1982, Samsung xây dựng nhà máy lắp ráp TV ở Bồ Đào Nha; năm 1984, nhà máy ở New York; năm 1985, nhà máy ở Tokyo; năm 1987, trụ sở ở Anh; và trụ sở ở Austin, Texas năm 1996. Đến năm 2012, Samsung đã đầu tư hơn 13 tỷ đô la Mỹ vào trụ sở ở Austin, hoạt động dưới tên gọi Samsung Austin Semiconductor LLC. Đầu tư vào Austin của Samsung trở thành dự án đầu tư nước ngoài lớn nhất ở bang Texas và là một trong những dự án đầu tư nước ngoài lớn nhất ở nước Mỹ.

### 1990 - 2000
Samsung bắt đầu vươn lên trở thành tập đoàn quốc tế vào thập kỉ 90. Công ty Xây dựng Samsung (Samsung's construction) là nhà thầu xây dựng tháp đôi Petronas ở Malaysia, Taipei 101 ở Đài Loan, Burj Khalifa ở Các Tiểu vương quốc Ả Rập Thống nhất. Năm 1993, Lee Kun-hee bán 10 công ty con của tập đoàn, cắt giảm nhân sự, sáp nhập các lĩnh vực hoạt động khác để tập trung vào 3 lĩnh vực chính: điện tử, xây dựng và hóa chất. Năm 1996, tập đoàn Samsung mua lại Đại học Sungkyunkwan.
Samsung trở thành nhà sản xuất vi mạch nhớ lớn nhất thế giới vào năm 1992 và là nhà sản xuất vi mạch lớn thứ 2 thế giới sau Intel. Năm 1995, Samsung sản xuất màn hình tinh thể lỏng (LCD) đầu tiên. 10 năm sau, Samsung phát triển thành nhà sản xuất màn hình hình tinh thể lỏng lớn nhất thế giới. Sony không đầu tư vào dạng màn hình lớn TFT-LCDs, đã cùng hợp tác với Samsung thành lập công ty S-LCD để cung cấp màn hình LCD cho 2 tập đoàn vào năm 2006. S-LCD nắm giữ bởi Samsung (50% + 1 cổ phiếu) và Sony (50% - 1 cổ phiếu), trụ sở và nhà máy nằm tại Tangjung, Hàn Quốc. Ngày 26/12/2011, Samsung thông báo tập đoàn đã mua lại cổ phần của Sony tại S-LCD.
So sánh với các tập đoàn lớn khác của Hàn Quốc, Samsung sống sót qua cuộc khủng hoảng tài chính châu Á 1997 mà hầu như không bị ảnh hưởng. Tuy nhiên Samsung phải chấp nhận bán lỗ mảng xe hơi (Samsung Motor) cho nhà sản xuất xe hơi Pháp Renault. Năm 2010, Renault nắm giữ 80.1% và Samsung nắm giữ 19.9% trong công ty Renault Samsung. Samsung tham gia sản xuất máy bay vào thập kỉ 80. Công ty được thành lập vào năm 1999 dưới tên gọi Korea Aerospace Industries (KAI). Đây là kết quả hợp tác giữa 3 công ty chuyên về không gian của Samsung, Daewoo Heavy Industries, Hyundai Space và Aircraft Company. Samsung cũng tham gia sản xuất động cơ máy bay và gas tua-bin.

### 2000 - 2015

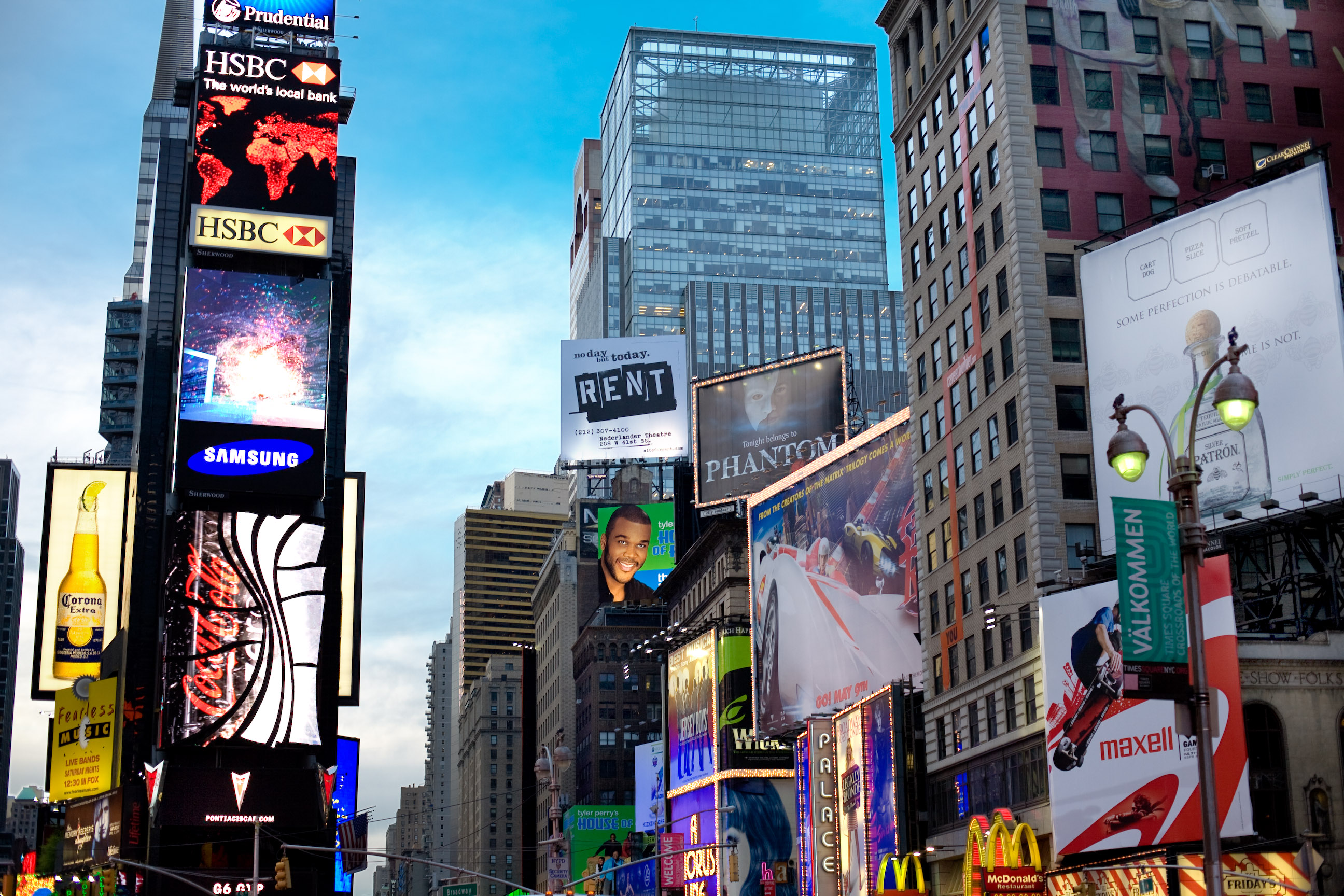
Biển quảng cáo nổi bật của Samsung ở Quảng Trường Thời Đại, New York.

Năm 2000, Samsung mở phòng thí nghiệm lập trình máy tính tại Warszawa, Ba Lan. Khởi đầu bằng công nghệ giải mã tín hiệu truyền hình, sau đó là TV kĩ thuật số và điện thoại thông minh. Đến năm 2011, trụ sở Samsung tại Warsaw là trung tâm nghiên cứu và phát triển quan trọng nhất ở châu Âu, tuyển dụng khoảng 400 nhân viên hàng năm.
Năm 2001, Samsung Techwin trở thành nhà cung cấp mô-đun buồng đốt duy nhất cho Rolls-Royce Trent 900, được sử dụng cho máy bay lớn nhất thế giới Airbus A380. Samsung Techwin cũng là cổ đông trong chương trình động cơ GEnx của Boeing 787 Dreamliner.
Năm 2010, Samsung công bố chiến lược phát triển 10 năm tập trung vào 5 ngành nghề chính. Một trong số đó là công nghệ dược, sinh học, tập đoàn cam kết đầu tư 2.1 nghìn tỷ Won (2 tỷ USD).
Tháng 12/2011, công ty Điện Tử Samsung (Samsung Electronics) bán mảng ổ đĩa cứng (HDD) cho Seagate.
Trong quý đầu tiên của năm 2012, Samsung Electronics đã trở thành nhà sản xuất điện thoại di động lớn nhất thế giới theo số lượng đơn hàng, vượt qua Nokia, hãng đã dẫn đầu thị trường từ năm 1998. Trong ấn bản của tờ Austin American-Statesman được phát hành vào ngày 21 tháng 8 năm 2012, Samsung đã xác nhận kế hoạch chi 3 đến 4 tỷ đô la để chuyển đổi một nửa nhà máy sản xuất vi mạch trong nhà máy ở Austin thành một vi mạch sinh hóa có lợi hơn cho môi trường và mang nhiều lợi nhuận hơn. Việc chuyển đổi sẽ bắt đầu vào đầu năm 2013, với dây chuyền sản xuất sẽ hoàn thành vào cuối năm 2013. Vào ngày 14 tháng 3 năm 2013, Samsung đã công bố Galaxy S4.
Năm 2012, Samsung Electronics, công bố kế hoạch đầu tư 7 tỷ đô la Mỹ để xây dựng nhà máy chế tạo thẻ bộ nhớ (chip) đầu tiên của mình tại Trung Quốc.
Ngày 24/08/2012, 9 bồi thẩm viên tòa án Mỹ phán quyết Samsung phải bồi thường 1.05 tỷ đô la Mỹ cho công ty Apple, vì xâm phạm 6 sáng chế công nghệ điện thoại thông minh. Mức phạt vẫn thấp hơn yêu cầu 2.5 tỷ đô la Mỹ của Apple. Phán quyết cũng chỉ rõ Apple không xâm phạm 5 sáng chế của Samsung. Samsung chỉ trích phán quyết trên đã làm tổn hại đến sự phát triển của mảng di động. Tòa án ở Hàn Quốc phán quyết cả hai công ty đều vi phạm sở hữu trí tuệ. Sau khi phán quyết có hiệu lực, cổ phiếu Samsung giảm 7.7% trên sàn Kospi index, mức giảm lớn nhất kể từ ngày 24/10/2008. Apple sau đó kiến nghị cấm bán 8 sản phẩm điện thoại của Samsung ở Mỹ bao gồm (Galaxy S 4G, Galaxy S2 AT&T, Galaxy S2 Skyrocket, Galaxy S2 T-Mobile, Galaxy S2 Epic 4G, Galaxy S Showcase, Droid Charge and Galaxy Prevail), tuy nhiên tòa án đã bác bỏ kiến nghị của Apple.
Ngày 04/09/2012, Samsung tuyên bố sẽ điều tra tất cả các nhà cung cấp Trung Quốc, vì có lo ngại xâm phạm luật lao động. 250 công ty Trung Quốc sẽ bị điều tra nếu có sử dụng lao động trẻ em dưới 16 tuổi trong nhà máy.
Tháng 3/2013, Samsung Electronics Việt Nam Thái Nguyên (SEVT) chi 2 tỷ USD để xây dựng khu tổ hợp công nghệ cao tại Thái Nguyên. Đến tháng 10, Samsung Electro - Mechanics Vietnam cũng tuyên bố rót tiếp 1.2 tỷ USD vào nhà máy sản xuất vi mạch và linh kiện điện tử cho điện thoại di động tại đây. Tiếp đến cuối 2014 SamSung Display chính thức đi vào hoạt động tại tổ hợp công nghệ KCN Yên Phong - Bắc Ninh. Công ty điện tử Samsung đang đưa dần các nhà máy sản xuất điện thoại từ Trung Quốc sang Việt Nam để bảo toàn lợi nhuận. Samsung Electronics được hưởng ưu đãi cao nhất như là một doanh nghiệp công nghệ cao khi đầu tư vào Việt Nam. Tuy nhiên đó không phải là lý do duy nhất thu hút Samsung, mà còn là vị trí địa lý, Indonesia và Ấn Độ có mức thuế ngang bằng, thậm chí còn tốt hơn mức của Việt Nam, nhưng do Việt Nam gần hơn cả với khu công nghiệp đã sẵn có của Samsung ở Trung Quốc và Hàn Quốc, nên đây là một điểm mạnh.
Vào năm 2013, một cửa hàng ở New Zealand đã báo cáo một số máy giặt Samsung bốc cháy một cách kỳ lạ. Tập đoàn Samsung dành 14 tỷ đô la Mỹ (nhiều hơn cả GDP của Iceland) cho các hoạt động quảng cáo thông qua TV, rạp phim, biển hiệu, thể thao và nghệ thuật. Với 5.4% lợi nhuận hàng năm chi cho quảng bá, đây là tỷ lệ lớn nhất trong số 20 công ty hàng đầu thế giới (Apple dành 0.6%, General Motors dành 3.5%). Tháng 11/2013, tập đoàn có giá trị vốn hóa 227 tỷ đô la Mỹ.
Vào tháng 5 năm 2014, Samsung thông báo sẽ tắt dịch vụ phát trực tuyến vào ngày 1 tháng 7 năm 2014, đồng nghĩa với việc kết thúc ứng dụng Samsung Music Hub thường được cài đặt trên điện thoại Android của họ.
Vào ngày 3 tháng 9 năm 2014, Samsung đã công bố Gear VR, một thiết bị thực tế ảo hợp tác với Oculus VR và được phát triển cho Galaxy Note 4.
Vào tháng 10 năm 2014, Samsung đã công bố khoản đầu tư 14,7 tỷ đô la để xây dựng một nhà máy sản xuất vi mạch ở Hàn Quốc. Việc xây dựng sẽ bắt đầu vào năm tới với việc bắt đầu sản xuất vào năm 2017. Công ty vẫn chưa quyết định loại vi mạch được sản xuất vào thời điểm đó.
Samsung lên kế hoạch triển khai một loạt dịch vụ mới bắt đầu từ đầu năm 2015. Mục tiêu của bộ dịch vụ kinh doanh mới này, được gọi là Samsung 360 Services, là trở thành công cụ trợ giúp cho các doanh nghiệp ngành công nghệ thông tin. Các dịch vụ có thể tùy chỉnh từ hỗ trợ kỹ thuật cho đến các giải pháp bảo mật trong việc sử dụng của khách hàng với tư cách là người quản lý hỗ trợ hoặc tư vấn công nghệ tại chỗ.
Vào ngày 2 tháng 12 năm 2014, Samsung đã thông báo sẽ bán Fiber Optics cho nhà sản xuất kính của Mỹ Corning Inc.
Samsung Electronics Inc. đang mở rộng tại Thung lũng Silicon với cơ sở trị giá 300 triệu đô la ở San Jose, California. Khu phức hợp gồm 10 tầng sẽ bao gồm 102.193 mét vuông, một phòng sạch cho các chất bán dẫn và một trung tâm thể dục thể thao trên tầng thượng. Cơ sở này sẽ được phân chia giữa nghiên cứu và phát triển bán dẫn và các chức năng bán hàng và tiếp thị khác. Nơi đây sẽ phục vụ như là trụ sở Samsung khu vực Bắc Mỹ cho các hoạt động nghiên cứu chất bán dẫn.
Tháng 1 năm 2015, Samsung lên kế hoạch cắt giảm nhân sự nhằm giảm thiểu chi phí điều hành và vực lại mảng kinh doanh đang gặp nhiều khó khăn. 1000 nhân công thuộc bộ phận smartphone tại các chi nhánh của Samsung tại Anh, Thuỵ Điển và Trung Quốc sẽ thuộc diện nguy cơ, giảm con số nhân lực tại mảng này xuống còn 5000 người.
Cũng trong năm 2015, Samsung đã được cấp nhiều bằng sáng chế ở Hoa Kỳ hơn bất kỳ công ty nào khác - bao gồm IBM, Google, Sony, Microsoft và Apple. Công ty đã nhận được 7679 bằng sáng chế tính cho đến ngày 11 tháng 12.

### 2016 - nay
Vào tháng 1/2016, Samsung tuyên bố sẽ hợp tác với Microsoft để phát triển các thiết bị IoT trên Windows 10, nơi các công ty sẽ làm việc cùng nhau để phát triển các sản phẩm chạy trên nền tảng này, cũng như tích hợp với các công ty khác phát triển phần cứng và dịch vụ trên các hệ điều hành của Microsoft.
Samsung đã phát hành một chiếc đồng hồ thông minh tập thể dục được gọi là Gear Fit 2 và một thương hiệu tai nghe không dây có tên Gear Icon X.
Vào ngày 2 tháng 8 năm 2016, Samsung ra mắt điện thoại thông minh Galaxy Note7, được bán vào ngày 19 tháng 8 năm 2016. Tuy nhiên, vào đầu tháng 9 năm 2016, Samsung đã ngừng bán điện thoại và thông báo thu hồi vô điều kiện. Điều này xảy ra sau khi một số điện thoại mà pin của thiết bị với một khiếm khuyết là việc tản nhiệt quá mức, dẫn đến cháy và nổ. Samsung đã thay thế dòng điện thoại này bằng một phiên bản mới. Tuy nhiên, sau đó họ lại phát hiện ra rằng phiên bản mới của Galaxy Note 7 cũng có lỗi về pin. Samsung quyết định thu hồi tất cả điện thoại thông minh Galaxy Note7 trên toàn thế giới vào ngày 10 tháng 10 năm 2016 và đồng thời kết thúc luôn vĩnh viễn việc sản xuất dòng điện thoại này vào ngày hôm sau.
Vào ngày 31 tháng 8 năm 2016, Samsung đã công bố đồng hồ thông minh Gear S3, được phát hành vào ngày 18 tháng 11 năm 2016.
Vào ngày 29 tháng 3 năm 2017, Samsung đã giới thiệu điện thoại thông minh mới là Samsung Galaxy S8 và S8+. Vào ngày 29 tháng 8 năm 2017, Samsung đã công bố điện thoại thông minh hàng đầu là Samsung Galaxy Note8. Những chiếc điện thoại này cũng được bổ sung bởi một số điện thoại tầm thấp và tầm trung, cũng như điện thoại thông minh Samsung Galaxy S8 Active, vào năm 2017.
Vào ngày 25 tháng 2 năm 2018, Samsung giới thiệu chiếc điện thoại Samsung Galaxy S9 và S9+ tại một triển lãm về công nghệ tổ chức tại Barcelona, Tây Ban Nha. Cũng trong năm 2018, vào ngày 9 tháng 8, Samsung công bố mẫu điện thoại mới nhất là Samsung Galaxy Note9 với màn hình lớn nhất từ trước đến nay.
Vào ngày 19 tháng 1 năm 2019, Samsung ra mắt dòng Galaxy M với thiết kế giọt nước. Galaxy M20 là thiết bị đầu tiên của dòng M. Vào ngày 20 tháng 2 năm 2019 Samsung đã giới thiệu S10 và S10+, với màn hình đục lỗ độc đáo. Gần đây nhất là vào ngày 7 (ngày 8 theo giờ Việt Nam) tháng 8 năm 2019 samsung cho ra mắt bộ đôi samsung galaxy note 10 và note 10+ với thiết kế camera selfie "nốt ruồi " chính giữa màn hình. Cũng trong năm 2019. Samsung đã cho ra mắt nhiều thiết bị thuộc dòng Galaxy A như A10, A20, A30, A50, A70, A80 và A90 5G.
Ngày 19 tháng 2 năm 2020, Samsung đã giới thiệu dòng S20 Series với camera đục giữa màn hình. Dòng S20 Series sẽ có 3 phiên bản gồm S20, S20+, S20 Ultra. Tháng 3 năm 2020, Samsung ra mắt hàng loạt sản phẩm kế nhiệm của dòng Galaxy A với M năm trước. Ngày 5 tháng 8 năm 2020, Samsung ra mắt dòng Note 20 Series với thiết kế Camera vuông. Note 20 Series sẽ có 3 phiên bản gồm Note 20, Note 20+ và Note 20 Ultra. Ngày 8 tháng 10 năm 2020, Samsung ra mắt dòng thiết bị độc quyền tại Ấn Độ đó là Galaxy F, thiết bị đầu tiên thuộc dòng F là Galaxy F41.
Ngày 14 tháng 1 năm 2021, Samsung giới thiệu dòng S21 Series, dòng S21 Series sẽ có 3 phiên bản gồm S21, S21+ và S21 Ultra. Cũng trong năm 2021, Samsung cũng đều ra mắt sản phẩm kế nhiệm của dòng Galaxy A, M và F năm trước.
Ngày 9 tháng 2 năm 2022, Samsung ra mắt dòng S22 Series với chế độ chụp đêm Nightography. Dòng S22 Series sẽ có 3 phiên bản gồm S22, S22+ và S22 Ultra. Thiết kế của dòng S22 và S22+ sẽ giống như S21 và S21+. Tuy nhiên S22 Ultra sẽ có thiết kế lấy cảm hứng từ dòng Note với màn hình vuông toàn viền, đồng thời đây sẽ là thiết bị đàu tiên của dòng S được trang bị bút S Pen với độ trễ 2.9ms.

## Thị trường
Samsung có ảnh hưởng rất lớn tới nền kinh tế Hàn Quốc, là hạt nhân chính góp phần vào sự thành công của Kỳ tích sông Hán. Doanh thu của Samsung năm 2019 là 305 tỷ đô la, năm 2020 là 107 tỷ đô la và năm 2021 là 236 tỷ đô la.
Theo 2 tạp chí Interbrand và BusinessWeek, tổng giá trị của nhãn hiệu Samsung đứng thứ 43 trong số các tập đoàn toàn cầu (5,2 tỷ USD) năm 2000, thứ 42 (6,4 tỷ USD) năm 2001, thứ 34 (8, 3 tỷ USD) năm 2002, thứ 25 (10,8 tỷ USD) năm 2003, thứ 21 (12,5 tỷ USD) năm 2004, và thứ 20 (14,9 tỷ USD) năm 2005.
Lượng xuất khẩu sản phẩm của tập đoàn Samsung đã đóng góp trực tiếp vào nền kinh tế Hàn Quốc, chỉ tính riêng Samsung đã chiếm 18,1% so với tổng lượng xuất khẩu toàn quốc, đạt 31,2 tỷ USD năm 2000, và vượt 20,7% với 52,7 tỷ USD năm 2004. Thêm nữa, khoản tiền thuế mà tập đoàn Samsung phải trả cho chính phủ Hàn Quốc năm 2003 là 6,5 ngàn tỷ Won, chiếm hơn 6,3% tổng lượng thuế toàn quốc.
Giá trị thị trường của tập đoàn Samsung năm 1997 đạt 7,3 ngàn tỷ won, bằng 10,3% toàn thị trường Hàn Quốc, nhưng hình ảnh này đã được mở rộng vào năm 2004, khi tổng giá trị là 90,8 ngàn tỷ won, bằng 22,4%.
Thêm vào đó, lợi nhuận hàng năm của tập đoàn Samsung là 5,8 ngàn tỷ won năm 2001, 11,7 ngàn tỷ won năm 2002, 7,4 ngàn tỷ won năm 2003, và 15,7 ngàn tỷ won năm 2004 đã cho thấy một sự tiến bộ vững chắc.
Nhằm nâng cao môi trường làm việc, để xây dựng một tổ chức vững mạnh và đáng tin cậy, ban điều hành của Hãng điện tử Samsung đã chỉ đạo thành lập một "Chương trình nơi làm việc tuyệt vời" từ năm 1998. Năm 2003, chương trình đã được truyền đi thông qua toàn thể tập đoàn Samsung, cả công ty Bảo hiểm sinh mạng và Hoả hoạn Samsung, Samsung SDI, Samsung Everland, Samsung Corporation, Cheil Industries, Samsung Networks và nhiều nhánh khác. Năm 2006, 9 công ty dưới vốn của Hãng điện tử Samsung, 80 chi nhánh ở nước ngoài và 130 doanh nghiệp ở nước ngoài được thông báo chính thức được ứng dụng chương trình này.

## Hoạt động

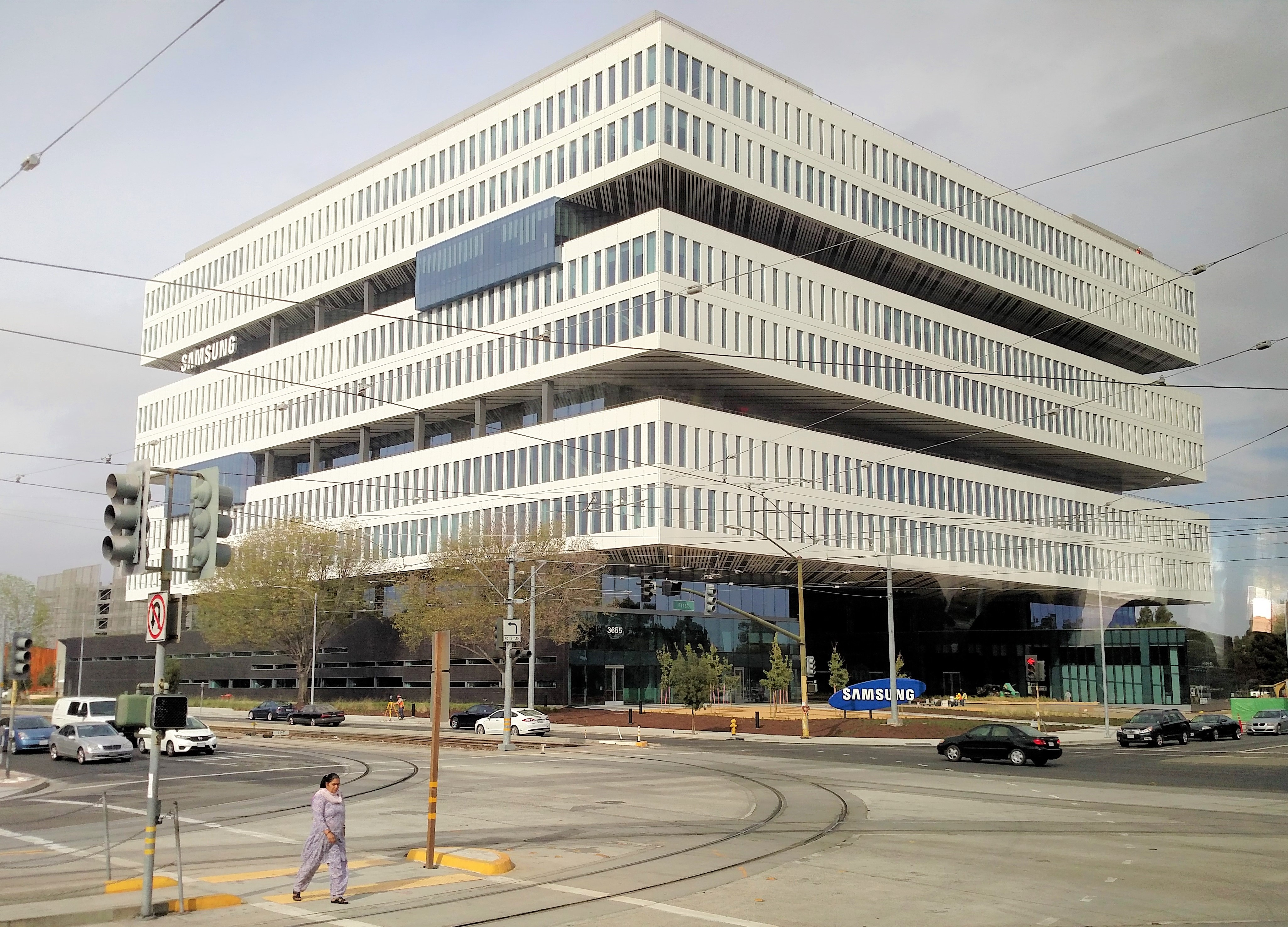
Trụ sở chính của Samsung tại thung lũng Silicon, quận Bắc San Jose Innovation.

Samsung bao gồm khoảng hơn 100 công ty con. Tập đoàn này hoạt động rất đa dạng với nhiều ngành nghề trong các lĩnh vực bao gồm xây dựng, điện tử tiêu dùng, dịch vụ tài chính, đóng tàu và dịch vụ y tế.
Trong năm tài chính 2009, Samsung báo cáo doanh thu tổng cộng là 220 nghìn tỷ KRW (172,5 tỷ USD). Trong năm tài chính 2010, Samsung báo cáo doanh thu 280 nghìn tỷ KRW (258 tỷ USD) và lợi nhuận 30 nghìn tỷ KRW (27,6 tỷ USD) (dựa trên tỷ giá hối đoái KRW-USD là 1.084,5 KRW/USD, tỷ giá giao ngay ngày 19 tháng 8 năm 2011). Số tiền này không bao gồm doanh thu từ tất cả các công ty con của Samsung có trụ sở ở bên ngoài Hàn Quốc.

### Công ty con
Tính đến tháng 4 năm 2011, Samsung bao gồm 59 công ty chưa niêm yết và 19 công ty niêm yết, tất cả đều có niêm yết chính trên Sàn giao dịch Hàn Quốc (Korea Exchange).
Ace Digitech được niêm yết trên sàn giao dịch chứng khoán Hàn Quốc (số 036550).
Cheil Industries được niêm yết trên sàn giao dịch chứng khoán Hàn Quốc (số 001300).
Cheil Worldwide được niêm yết trên sàn giao dịch chứng khoán Hàn Quốc (số 030000).
Credu được niêm yết trên sàn giao dịch chứng khoán Hàn Quốc (số 067280).
Imarket Korea được niêm yết trên sàn giao dịch chứng khoán Hàn Quốc (số 122900).
Samsung Card được niêm yết trên sàn giao dịch chứng khoán Hàn Quốc (số 029780).
Samsung SDS là một công ty dịch vụ CNTT đa quốc gia có trụ sở tại Seoul. Công ty được thành lập vào tháng 3 năm 1985. Hoạt động chính là cung cấp hệ thống CNTT (ERP, cơ sở hạ tầng CNTT, tư vấn CNTT, gia công phần mềm CNTT và trung tâm dữ liệu). Samsung SDS là công ty dịch vụ CNTT lớn nhất Hàn Quốc, đạt tổng doanh thu 6.106 tỷ won (5,71 tỷ USD) trong năm 2012.
Samsung C&T Corporation được niêm yết trên sàn giao dịch chứng khoán Hàn Quốc (số 000830).
Samsung Electro-Mechanics, được thành lập năm 1973 với tư cách là nhà sản xuất linh kiện điện tử chính, có trụ sở chính tại Suwon, Gyeonggi-do, Hàn Quốc, được niêm yết trên sàn giao dịch chứng khoán Hàn Quốc (số 009150).

#### Samsung Electronics
Samsung Electronics là một công ty công nghệ thông tin và điện tử đa quốc gia có trụ sở tại Suwon và công ty hàng đầu của tập đoàn Samsung. Các sản phẩm bao gồm máy điều hòa, máy tính, TV kỹ thuật số, màn hình tinh thể lỏng (bao gồm bóng bán dẫn màng mỏng (TFT) và điod phát quang hữu cơ (AMOLED)), điện thoại di động, màn hình, máy in, tủ lạnh, chất bán dẫn và thiết bị mạng viễn thông. Đây là nhà sản xuất điện thoại di động lớn nhất thế giới theo số lượng đơn hàng trong quý đầu tiên của năm 2012, với thị phần toàn cầu là 25,4%. Đây cũng là nhà sản xuất chất bán dẫn lớn thứ hai thế giới vào năm 2011 (sau Intel).
Samsung Electronics được niêm yết trên sàn giao dịch chứng khoán Hàn Quốc (số 005930).

#### Samsung Engineering
Samsung Engineering là một công ty xây dựng đa quốc gia có trụ sở tại Seoul, được thành lập vào tháng 1 năm 1969. Hoạt động chính là xây dựng các nhà máy lọc dầu; các cơ sở dầu khí thượng lưu; nhà máy hóa dầu và nhà máy khí; nhà máy luyện thép; nhà máy điện; các cơ sở xử lý nước; và cơ sở hạ tầng khác. Công ty đạt tổng doanh thu 9,298,2 tỷ won (8,06 tỷ USD) vào năm 2011.
Samsung Engineering được niêm yết trên sàn giao dịch chứng khoán Hàn Quốc (số 02803450).

#### Samsung Everland
Samsung Everland bao gồm ba lĩnh vực chính của môi trường & tài sản, văn hóa ẩm thực và khu nghỉ mát.

#### Samsung Fine Chemicals
Samsung Fine Chemicals được niêm yết trên sàn giao dịch chứng khoán Hàn Quốc (số 004000).

#### Samsung Fire & Marine Insurance

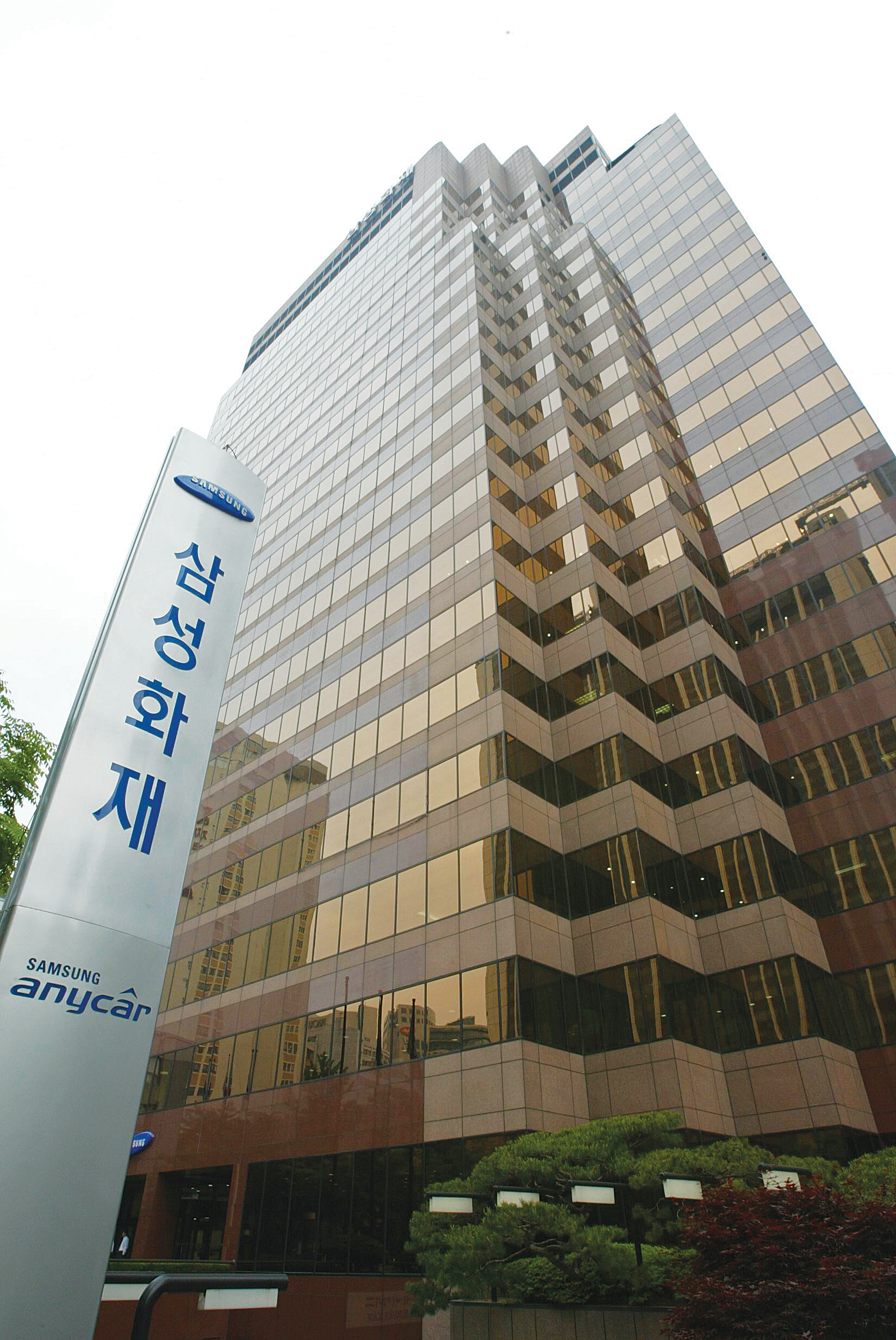
Trụ sở chính của Samsung Fire & Marine Insurance.

Samsung Fire & Marine Insurance là một công ty bảo hiểm đa quốc gia có trụ sở tại Seoul. Công ty được thành lập vào tháng 1 năm 1952 với tên gọi Anbo Fire and Marine Insurance của Hàn Quốc và được đổi tên thành Samsung Fire & Marine Insurance vào tháng 12 năm 1993. Samsung Fire & Marine Insurance cung cấp các dịch vụ bao gồm bảo hiểm sinh mạng, bảo hiểm ô tô, bảo hiểm tai nạn, bảo hiểm cháy nổ, bảo hiểm trách nhiệm, bảo hiểm hàng hải, lương hưu và cho vay cá nhân. Tính đến tháng 3 năm 2011, công ty đã hoạt động ở 10 quốc gia và 6,5 triệu khách hàng. Samsung Fire & Marine Insurance có tổng doanh thu phí bảo hiểm là 11,7 tỷ đô la trong năm 2011 và tổng tài sản là 28,81 tỷ đô la vào ngày 31 tháng 3 năm 2011. Đây là nhà cung cấp bảo hiểm chung lớn nhất ở Hàn Quốc. Samsung Fire đã được niêm yết trên sàn giao dịch chứng khoán Hàn Quốc kể từ năm 1975 (số 000810).

#### Samsung Heavy Industries
Samsung Heavy Industries là một công ty đóng tàu có trụ sở tại Seoul, được thành lập vào tháng 8 năm 1974. Các sản phẩm chính của hãng là tàu chở hàng rời, tàu container, tàu chở dầu thô, tàu tuần dương, phà chở khách, thiết bị xử lý vật liệu thép và cầu. Công ty đã đạt tổng doanh thu 13.358,6 tỷ won trong năm 2011 và là doanh thu hàng đầu thế giới nhà đóng tàu lớn nhất theo doanh thu (sau Hyundai Heavy Industries).
Samsung Heavy Industries được niêm yết trên sàn giao dịch chứng khoán Hàn Quốc (số 010140).

#### Samsung Life Insurance
Samsung Life Insurance Co, Ltd là một công ty bảo hiểm nhân thọ đa quốc gia có trụ sở tại Seoul, được thành lập vào tháng 3 năm 1957 với tên gọi Bảo hiểm nhân thọ Dongbang (Dongbang Life Insurance) và trở thành công ty con của Samsung vào tháng 7 năm 1963. Hoạt động chính của Samsung Life cung cấp các sản phẩm và dịch vụ bảo hiểm nhân thọ cá nhân. Tính đến tháng 12 năm 2011, công ty đã hoạt động ở 7 quốc gia, 8,08 triệu khách hàng và 5.975 nhân viên. Samsung Life có tổng doanh thu của 22.717 tỷ won vào năm 2011 và tổng tài sản 161.072 tỷ won vào ngày 31 tháng 12 năm 2011. Đây là nhà cung cấp bảo hiểm nhân thọ lớn nhất tại Hàn Quốc.
Bảo hiểm nhân thọ Samsung được niêm yết trên sàn giao dịch chứng khoán Hàn Quốc (số 032830).

#### Samsung Machine Tools
Samsung Machine Tools of America là nhà phân phối máy móc đặt tại Hoa Kỳ. Samsung GM Machine Tools có trụ sở chính tại Trung Quốc, là một công ty hợp nhất của SMEC.

#### Samsung Medical Center
Samsung Medical Center được thành lập ngày 9 tháng 11 năm 1994, theo triết lý "góp phần cải thiện sức khỏe quốc gia thông qua dịch vụ y tế tốt nhất, nghiên cứu y học tiên tiến và nhân viên y tế xuất sắc". Trung tâm Y tế Samsung bao gồm bệnh viện và trung tâm nghiên cứu ung thư. Bệnh viện nằm trong một tòa nhà thông minh với diện tích sàn hơn 200.000 mét vuông và 20 tầng trên mặt đất và 5 tầng ngầm, có 40 phòng ban, 10 trung tâm chuyên khoa, 120 phòng khám đặc biệt và 1.306 giường.
Trung tâm Ung thư với 655 giường có 11 tầng trên mặt đất và 8 tầng hầm, với không gian sàn trên 100.000 mét vuông. SMC là một bệnh viện đại học có khoảng 7.400 nhân viên, trong đó có hơn 1.200 bác sĩ và 2.300 y tá. Kể từ khi thành lập đến nay, Trung tâm y tế Samsung đã kết hợp thành công và phát triển một mô hình tiên tiến với phương châm trở thành một "bệnh viện lấy bệnh nhân làm trung tâm", một khái niệm mới tại Hàn Quốc.

#### Samsung SDI
Samsung SDI được niêm yết trên sàn giao dịch chứng khoán Hàn Quốc (số 006400). Vào ngày 5 tháng 12 năm 2012, cơ quan chống độc quyền của Liên minh châu Âu đã phạt Samsung SDI và một số công ty lớn khác do chữa giá của các ống tia catôt TV trong hai cartels kéo dài gần một thập kỷ. SSDI cũng chế tạo pin lithium-ion cho xe điện như BMW i3 và mua lại nhà máy pin Magna Steyr gần Graz vào năm 2015. SSDI bắt đầu sử dụng định dạng ô "21700" vào tháng 8 năm 2015. Samsung có kế hoạch chuyển đổi nhà máy của mình tại Göd, Hungary để cung cấp 50.000 xe mỗi năm.
Năm 2016, hàng loạt điện thoại Galaxy Note 7 phát nổ với nghi ngờ do chất lượng Pin khiến Samsung quyết định không dùng pin do SamsungSDI sản xuất.

#### Samsung Securities
Samsung Securities được niêm yết trên sàn giao dịch chứng khoán Hàn Quốc (số 016360).

#### Samtron
Samtron là một công ty con của Samsung cho đến năm 1999 khi nó độc lập. Sau đó, công ty tiếp tục làm cho màn hình máy tính và màn hình Plasma cho đến năm 2003, Samtron trở thành Samsung khi Samtron là một thương hiệu. Năm 2003, trang web được chuyển hướng đến Samsung.

#### Khách sạn và khu nghỉ mát Shilla
Khách sạn Shilla (còn được gọi là "The Shilla") khai trương vào tháng 3 năm 1979, theo ý định của Lee Byung-chul, người sáng lập Samsung. Là điểm đến của nhiều chuyến thăm nhà nước và các sự kiện quốc tế, khách sạn đóng vai trò đầu máy cho ngành dịch vụ ở Hàn Quốc với niềm tự hào và trách nhiệm là "gương mặt đại diện cho tập đoàn Samsung" và "khách sạn đại diện cho Hàn Quốc". Khách sạn Shilla duy trì sự sang trọng và truyền thống giành được trái tim của khách với mục đích trở thành "công ty khách sạn tốt nhất". Bằng cách tham gia LHW, khách sạn được đánh giá ngang bằng với các khách sạn sang trọng nhất trên thế giới. Trong khi đó, khách sạn đã thêm các yếu tố thiết kế hiện đại trên đỉnh mái gọi là truyền thống, do đó đi qua những thay đổi để làm cho chính nó một không gian sống cao cấp. Ngoài ra, với bí quyết của khách sạn như là một công ty dịch vụ, khách sạn bắt đầu mở một cửa hàng kinh doanh miễn thuế và đã xây dựng hình ảnh của mình như là công ty phân phối toàn cầu tốt nhất. Ngoài ra, khách sạn đang mở rộng kinh doanh của mình vào quản lý ủy quyền của các cơ sở thể dục với các khách sạn năm sao ở Hàn Quốc và ở nước ngoài cũng như vào kinh doanh nhà hàng. Khách sạn Shilla hứa hẹn sẽ trở thành một công ty khách sạn uy tín trên toàn cầu mang lại doanh thu bằng cách tạo ra những đổi mới sáng tạo và không ngừng nỗ lực.
Khách sạn và khu nghỉ mát Shilla được niêm yết trên sàn giao dịch chứng khoán Hàn Quốc (số 008770).

#### Tổng công ty S-1
S-1 là doanh nghiệp chuyên về dịch vụ an ninh đầu tiên của Hàn Quốc vào năm 1997 và đã duy trì vị thế của mình ở vị trí hàng đầu trong ngành với sự sẵn sàng nhất quán để đảm nhận những thách thức mới, S1 được niêm yết trên sàn giao dịch chứng khoán Hàn Quốc (số 012750).

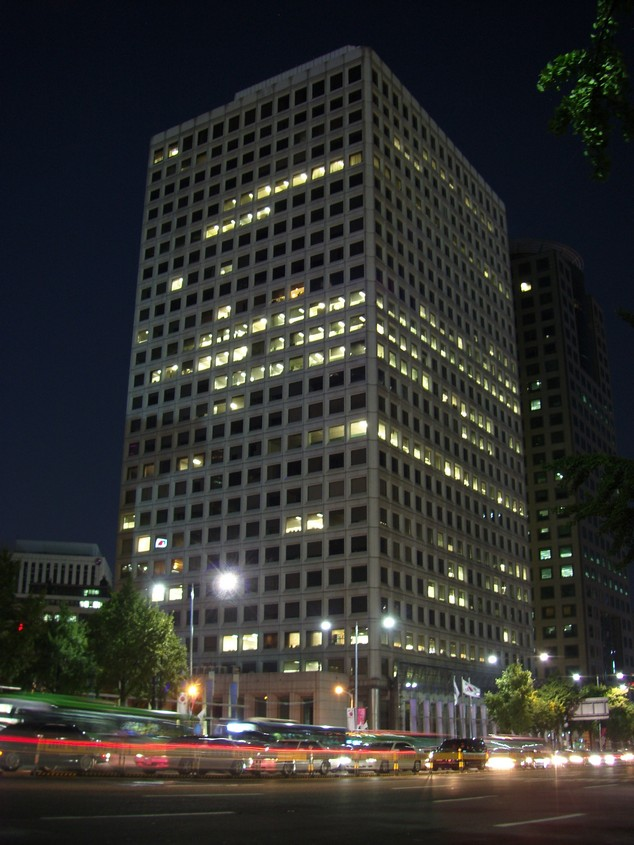
Samsung Taepyeong-ro HQ tại quận Jung-gu, Seoul
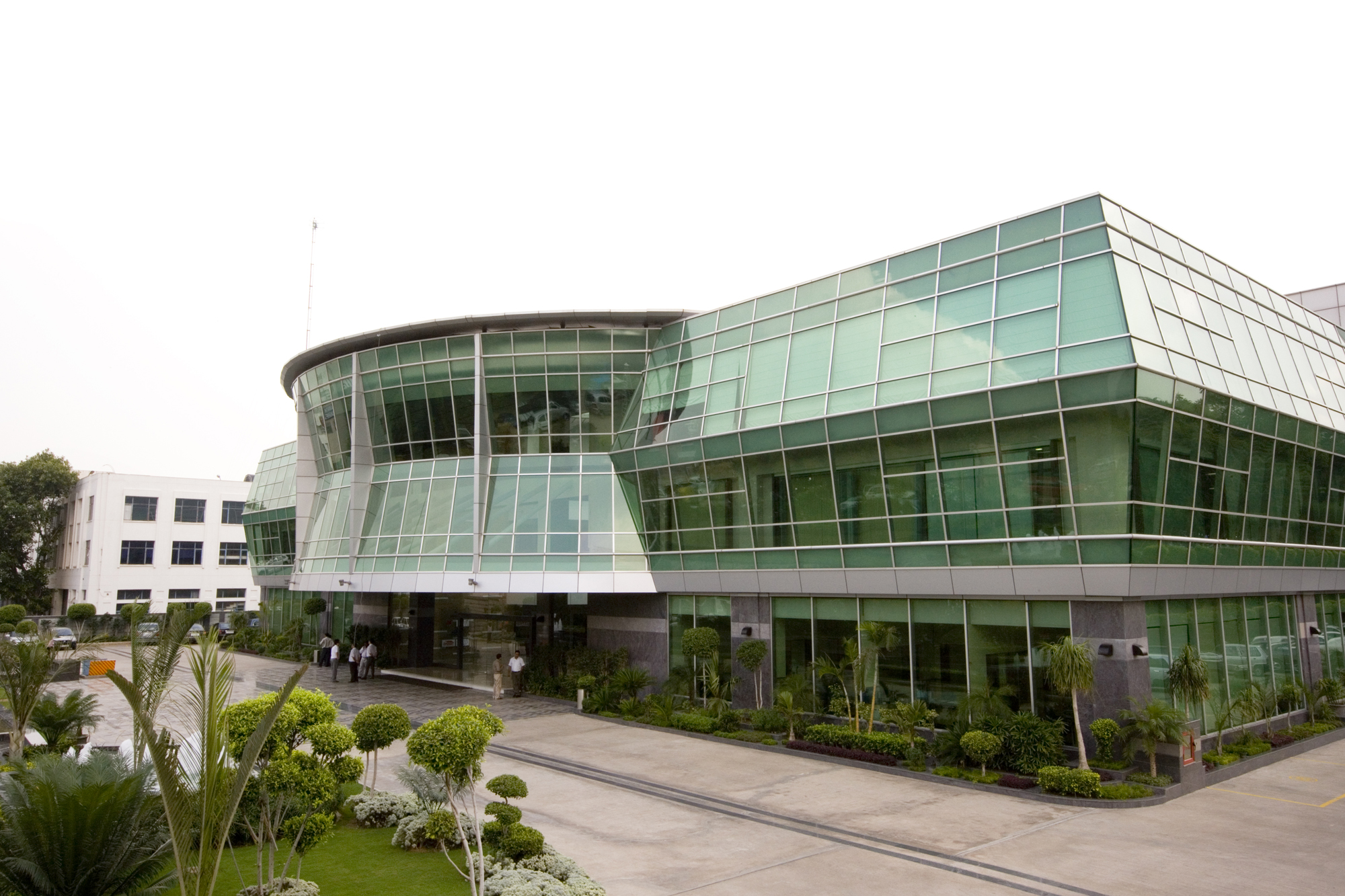
Văn phòng Samsung Engineering India- New Delhi, Ấn Độ
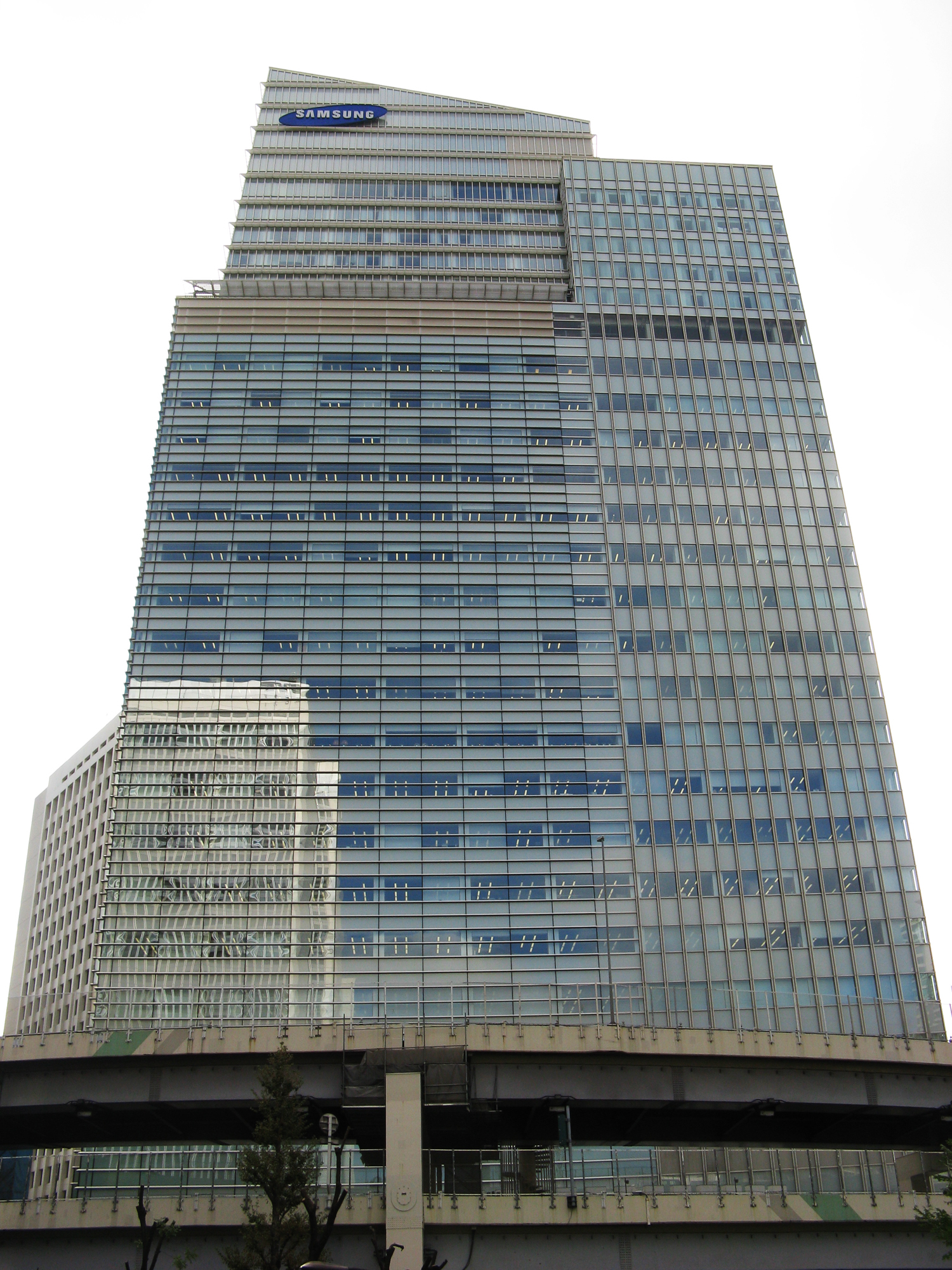
Trụ sở khu vực của Samsung Nhật Bản tại Roppongi, Minato, Tokyo, Nhật Bản
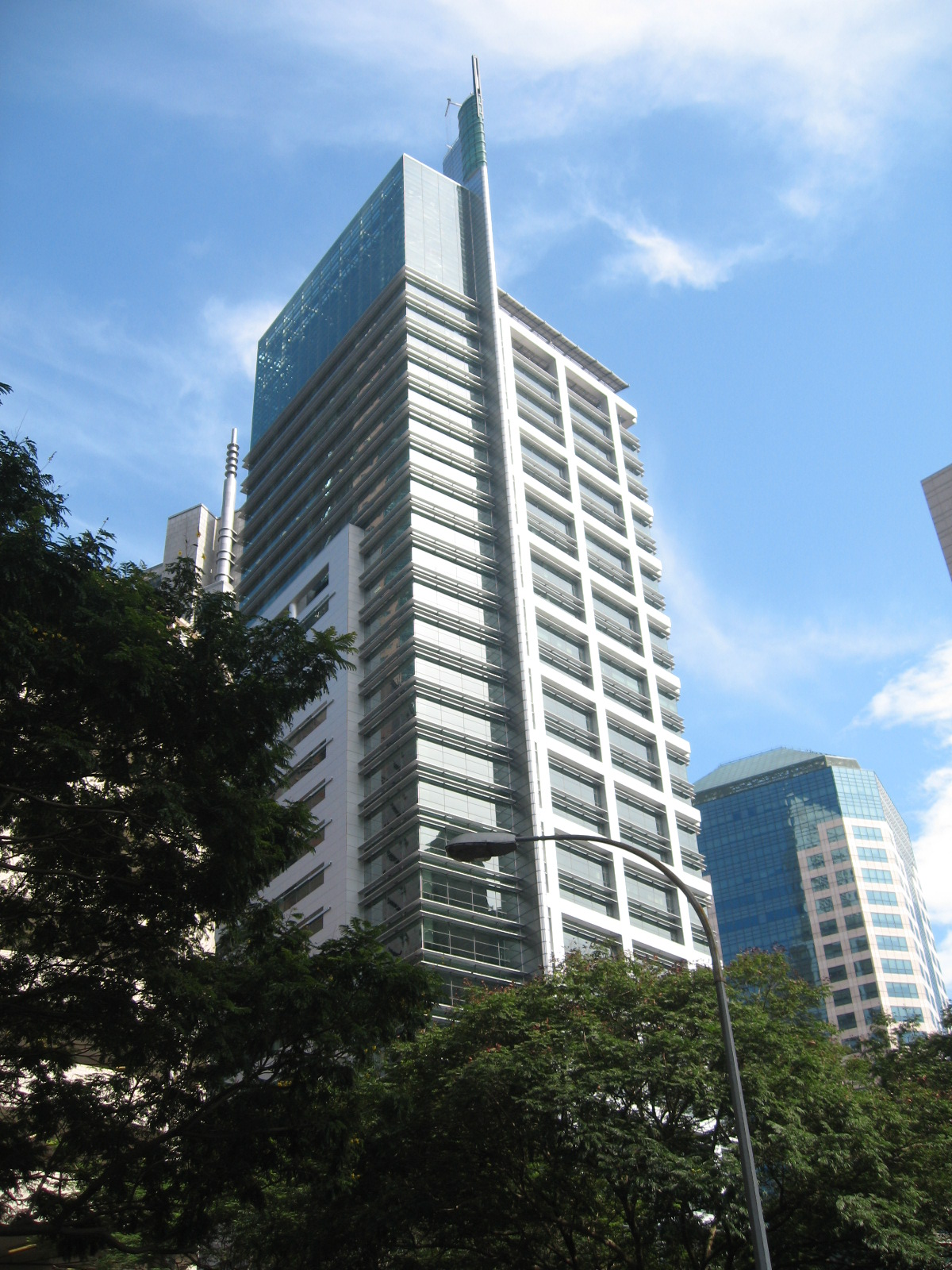
Samsung Hub, trước đây là 3 Church Street, là một tòa nhà chọc trời nằm ở Downtown Core của Singapore

### Liên doanh
State-run Korea Agro-Fisheries Trade Corp. thành lập liên doanh, Grain Co. tại Chicago, với ba công ty Hàn Quốc khác, Korea Agro-Fisheries sở hữu 55% Grain, trong khi Samsung C&T Corp, Hanjin Transportation Co. và STX Corporation nắm giữ 15%.
Công ty TNHH Brooks Automation Asia là công ty liên doanh giữa Brooks Automation (70%) và Samsung (30%) được thành lập vào năm 1999. Liên doanh sản xuất và cấu hình các nền tảng xử lý wafer chân không, sản xuất và cấu hình hệ thống tải khí quyển cho màn hình phẳng.
Công ty POSS - SLPC s.r.o. được thành lập năm 2007 với tư cách là công ty con của Tập đoàn Samsung C&T, Samsung C&T Deutschland và công ty POSCO.
Samsung Air China Life Insurance là một liên doanh 50:50 giữa Bảo hiểm nhân thọ Samsung và China National Aviation Holding, được thành lập tại Bắc Kinh vào tháng 7 năm 2005.
Samsung Biologics sẽ được cùng sở hữu. Samsung Electronics Co. và Samsung Everland Inc. sẽ sở hữu 40% cổ phần trong liên doanh, với Samsung C&T Corp. và Durham, Quintiles có trụ sở tại Bắc Carolina, mỗi công ty nắm giữ 10%. Công ty này sẽ hợp đồng sản xuất thuốc từ tế bào sống và Tập đoàn Samsung có kế hoạch mở rộng sản xuất các bản sao sinh học bao gồm Rituxan, bệnh bạch cầu và điều trị u lympho được bán bởi Roche Holding AG và Biogen Idec Inc.
Samsung Bioepis là liên doanh giữa Samsung Biologics (85%) và Biogen Idec có trụ sở tại Hoa Kỳ (15%). Năm 2014, Biogen Idec đã đồng ý thương mại hóa các sản phẩm sinh học chống TNF tương lai ở châu Âu thông qua Samsung Bioepis.
Samsung BP Chemicals, có trụ sở tại Ulsan, là liên doanh 49:51 giữa Samsung và BP có trụ sở tại Vương quốc Anh, được thành lập năm 1989 để sản xuất và cung cấp các sản phẩm hóa chất có giá trị gia tăng cao. Các sản phẩm của nó được sử dụng trong pin sạc và màn hình tinh thể lỏng.
Samsung Corning Precision Glass là một liên doanh giữa Samsung và Corning, được thành lập vào năm 1973 để sản xuất và tiếp thị kính ống tia catôt cho tivi đen trắng. Cơ sở sản xuất kính màn hình LCD đầu tiên của công ty đã mở tại Gumi, Hàn Quốc vào năm 1996.
Samsung Sumitomo LED Materials là một liên doanh có trụ sở tại Hàn Quốc giữa Samsung LED Co., Ltd., một nhà sản xuất đèn LED có trụ sở tại Suwon, Hàn Quốc và Sumitomo Chemical có trụ sở tại Nhật Bản. Liên doanh sẽ tiến hành nghiên cứu và phát triển, sản xuất và bán các chất nền sapphire cho đèn LED.
SB LiMotive là một công ty liên doanh 50:50 của Robert Bosch GmbH (thường được gọi là Bosch) và Samsung SDI được thành lập vào tháng 6 năm 2008. Liên doanh phát triển và sản xuất pin lithium-ion để sử dụng trong xe hybrid, plug-in hybrid và phương tiện chạy điện.
SD Flex Co., Ltd. được thành lập vào tháng 10 năm 2004 với tư cách là một công ty liên doanh của Samsung và DuPont, một trong những công ty hóa chất lớn nhất thế giới.
Sermatech Korea sở hữu 51% cổ phần của mình, trong khi Samsung sở hữu 49% còn lại. Công ty Sermatech International của Mỹ, cho một doanh nghiệp chuyên về các quy trình xây dựng máy bay như hàn và hàn cứng.
Siam Samsung Life Insurance: Samsung Life Insurance nắm giữ 37% cổ phần trong khi Saha Group cũng có 37,5% cổ phần trong liên doanh, với 25% còn lại thuộc sở hữu của Ngân hàng Thanachart.
Siltronic Samsung Wafer Pte. Ltd, liên doanh của Samsung và hoàn toàn thuộc sở hữu của công ty con Wacker Chemie Siltronic, đã chính thức khai trương tại Singapore vào tháng 6 năm 2008.
SMP Ltd. là một liên doanh giữa Samsung Fine Chemicals và MEMC. MEMC Electronic Materials Inc. và một chi nhánh của tập đoàn Samsung Hàn Quốc đang hình thành một liên doanh để xây dựng một nhà máy polysilicon.
Steco là liên doanh được thành lập giữa Samsung Electronics và Toray Industries của Nhật Bản vào năm 1995.
Stemco là một liên doanh được thành lập giữa Samsung Electro-Mechanics và Toray Industries vào năm 1995.
Toshiba Samsung Storage Technology Corporation (TSST) là liên doanh giữa Samsung Electronics và Toshiba của Nhật Bản chuyên sản xuất ổ đĩa quang. TSST được thành lập năm 2004 và Toshiba sở hữu 51% cổ phần, trong khi Samsung sở hữu 49% còn lại.

#### Đã ngừng hoạt động
Năm 1998, Samsung đã thành lập một liên doanh của Mỹ với Compaq - được gọi là Alpha Processor Inc. (API) - để giúp họ tham gia vào thị trường bộ xử lý cao cấp. Liên doanh cũng nhằm mục đích mở rộng kinh doanh vi mạch không nhớ của Samsung bằng cách chế tạo bộ xử lý Alpha. Vào thời điểm đó, Samsung và Compaq đã đầu tư 500 triệu đô la vào bộ xử lý Alpha.
GE Samsung Lighting là một liên doanh giữa Samsung và công ty con GE Lighting của General Electric. Liên doanh được thành lập vào năm 1998 và được chia ra năm 2009.
Global Steel Exchange là liên doanh được thành lập vào năm 2000 giữa Samsung, Cargill có trụ sở tại Hoa Kỳ, Tập đoàn Duferco có trụ sở tại Thụy Sĩ và Tradearbed có trụ sở tại Luxembourg (nay là một phần của ArcelorMittal), để xử lý việc mua và bán trực tuyến thép của họ.
S-LCD Corporation là liên doanh giữa Samsung Electronics (50% + 1 cổ phần) và Sony Corporation (50% - 1 cổ phần) được thành lập vào tháng 4 năm 2004. Ngày 26 tháng 12 năm 2011, Samsung Electronics thông báo sẽ có được tất cả cổ phần của Sony trong liên doanh.

### Các công ty thuộc sở hữu một phần
- Samsung Heavy Industries sở hữu 10% nhà đóng tàu Atlântico Sul của Brazil, nhà máy đóng tàu Atlântico Sul của Mỹ là nhà máy đóng tàu lớn nhất ở khu vực Nam Mỹ. Joao Candido, con tàu lớn nhất của Brazil, được xây dựng bởi Atlântico Sul với công nghệ được cấp phép bởi Samsung Heavy Industries.[92] Các công ty có thỏa thuận hỗ trợ kỹ thuật qua đó thiết kế công nghiệp, kỹ thuật tàu và các bí quyết khác đang được chuyển giao cho Atlântico Sul.[93]
- Samsung Life Insurance hiện nắm giữ 7,4% cổ phần trong công ty ngân hàng Tập đoàn tài chính DGB của Hàn Quốc, trở thành cổ đông lớn nhất.[94]
- Samsung mua lại 7,4% nhà sản xuất Gorilla Glass Corning, ký hợp đồng cung cấp dài hạn.[95]
- Samsung Heavy Industries hiện nắm giữ 14,1% cổ phần của Doosan Engine, trở thành cổ đông lớn thứ hai.[96]
- Samsung Techwin hiện đang nắm giữ 10% cổ phần của Korea Aerospace Industries (KAI). Các cổ đông lớn khác bao gồm công ty nhà nước Korea Finance Corporation (26,75%), Hyundai Motor (10%) và Doosan (10%).[97]
- MEMC KOREA: Liên doanh của MEMC với Công ty Samsung Electronics, Năm 1990, MEMC đã ký một thỏa thuận liên doanh để xây dựng một nhà máy silicon tại Hàn Quốc.[98]
- Samsung mua 10% cổ phần trong nhà sản xuất điện thoại đối thủ Pantech.[99]
- Samsung hiện sở hữu 4,19% của Rambus Incorporated.[100]
- Samsung hiện đang sở hữu 19,9% nhà sản xuất ô tô Renault Samsung Motors.
- Samsung hiện sở hữu 9,6% Seagate Technology, trở thành cổ đông lớn thứ hai. Theo thỏa thuận cổ đông, Samsung có quyền đề cử một giám đốc điều hành cho Ban Giám đốc của Seagate.[101]
- Samsung sở hữu 3% cổ phần của Sharp Corporation, một công ty đối thủ.[102]
- Samsung Engineering nắm giữ 10% cổ phần của Sungjin Geotec, một công ty khoan dầu ngoài khơi, là công ty con của POSCO.[103]
- Taylor Energy là một công ty dầu mỏ độc lập của Hoa Kỳ, tập trung tại vịnh Mexico, có trụ sở tại New Orleans, Louisiana. Samsung Oil & Gas USA Corp., các công ty con của Samsung, hiện sở hữu 20% Taylor Energy.
- Samsung sở hữu 5% Wacom.[104]

## Khách hàng chính

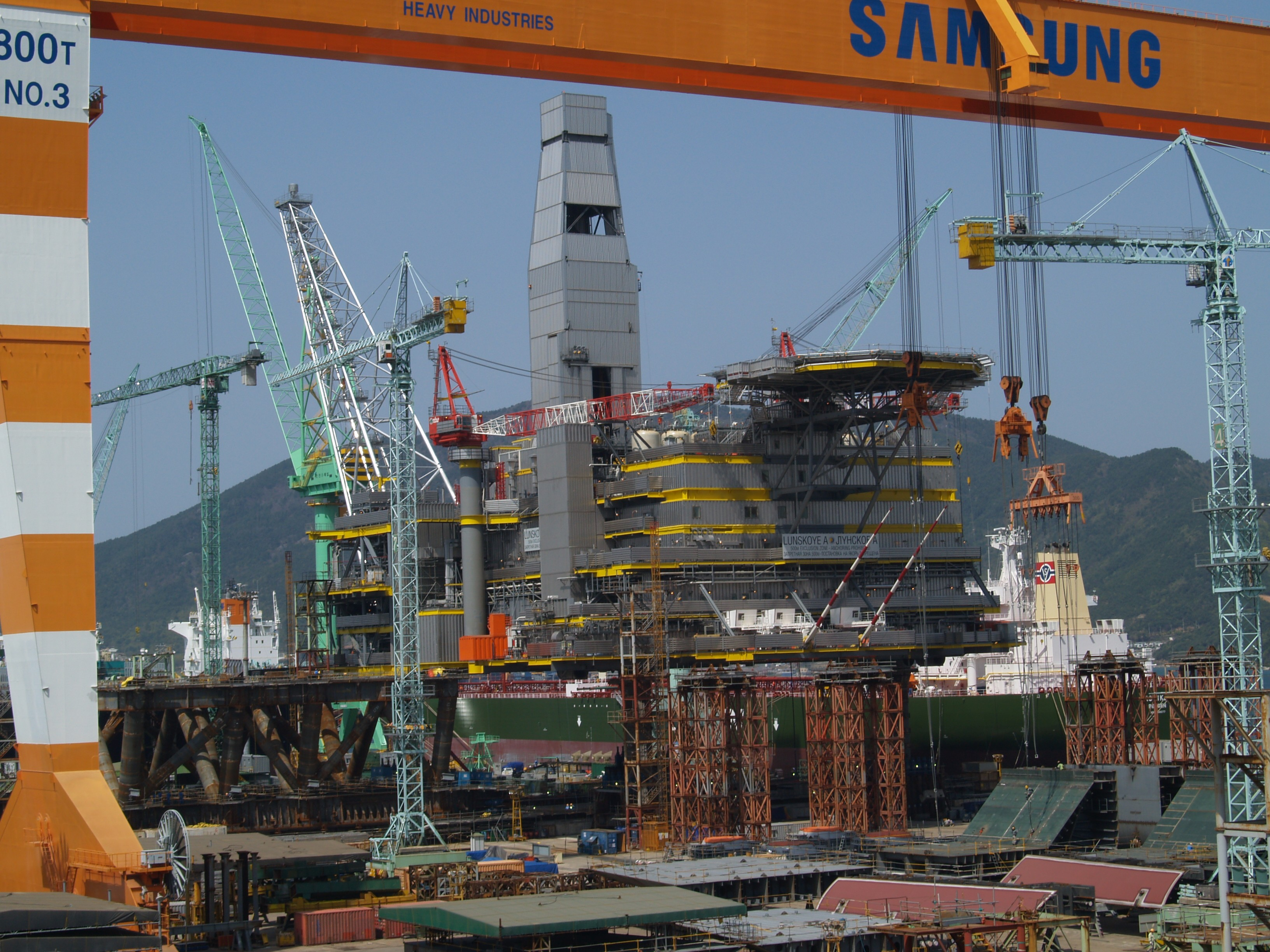
Dự án dầu khí lớn nhất thế giới, Sakhalin II- Lunskoye đang được xây dựng. Các cơ sở là LUN-A (Lunskoye) và PA-B (Piltun Astokhskoye) đang được xây dựng tại xưởng đóng tàu Samsung Heavy Industry ở Hàn Quốc.

Các khách hàng lớn của Samsung bao gồm:

### Chính phủ Các Tiểu vương quốc Ả Rập thống nhất
Một consortium của các công ty Hàn Quốc, bao gồm Samsung, Korea Electric Power Corporation và Hyundai, đã giành được một thỏa thuận trị giá 40 tỷ đô la để xây dựng nhà máy điện hạt nhân ở UAE.

### Chính quyền Ontario
Chính quyền tỉnh Ontario của Canada đã ký một trong những dự án năng lượng tái tạo lớn nhất thế giới, ký một thỏa thuận trị giá 6,6 tỷ đô la cho thêm 2.500 MW năng lượng gió và mặt trời mới. Theo thỏa thuận, một tập đoàn do Samsung và Tập đoàn Điện lực Hàn Quốc đứng đầu sẽ quản lý việc phát triển 2.000 trang trại gió mới và 500 MW công suất mặt trời, đồng thời xây dựng một chuỗi cung ứng sản xuất trong tỉnh.

### Royal Dutch Shell
Samsung Heavy Industries sẽ là nhà cung cấp duy nhất các cơ sở lưu trữ khí thiên nhiên hóa lỏng (LNG) trị giá 50 tỷ USD cho Royal Dutch Shell trong 15 năm tới.
Shell công bố kế hoạch xây dựng nền tảng khí tự nhiên hóa lỏng nổi (FLNG) đầu tiên trên thế giới. Vào tháng 10 năm 2012 tại xưởng đóng tàu Samsung Heavy Industries trên đảo Geoje ở Hàn Quốc, công việc bắt đầu trên một "con tàu", khi hoàn thành và được nạp đầy, sẽ nặng 600.000 tấn, "con tàu" lớn nhất thế giới. Nó gấp sáu lần tàu sân bay lớn nhất của Mỹ.

## Logo và phông chữ

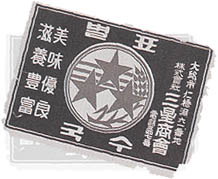
Logo tập đoàn Samsung, sử dụng từ cuối năm 1959 đến khi được thay thế vào năm 1979
Biểu trưng của tập đoàn từ năm 1960 - 1993Biểu trưng của tập đoàn từ năm 1960 - 1993
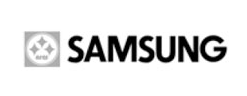
Logo những năm 1970
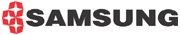
Logo Công ty Điện Tử Samsung (Samsung Electronics), sử dụng từ cuối năm 1980 đến khi được thay thế vào năm 1992.
Logo hiện tại của tập đoàn Samsung, sử dụng từ năm 1993.[111]
Logo được Samsung Electronics sử dụng từ năm 2014 (SΛMSUNG).

Màu cơ bản trong logo là màu xanh, mà Samsung đã sử dụng trong nhiều năm, được cho là tượng trưng cho sự ổn định, độ tin cậy và trách nhiệm xã hội của công ty.

### Logo âm thanh
Samsung có biểu tượng âm thanh, bao gồm E♭, A♭, D♭, E♭; sau giai điệu E ban đầu, nó tăng lên một phần tư tạo A♭, giảm một phần năm thành D♭, sau đó tăng một giây để trở về giai điệu E ban đầu. Logo âm thanh được sản xuất bởi Musikvergnuegen và được viết bởi Walter Werzowa. Tuy nhiên, biểu tượng âm thanh này chính thức khai tử vào năm 2015.

### Phông chữ
Vào tháng 7 năm 2016, Samsung đã công bố phông chữ SamsungOne, một kiểu chữ hy vọng sẽ mang đến một bản sắc hình ảnh nhất quán và phổ quát cho nhiều sản phẩm của Samsung. SamsungOne được thiết kế để sử dụng trên danh mục thiết bị đa dạng của Samsung, tập trung vào tính dễ đọc cho mọi thứ từ các thiết bị nhỏ hơn như điện thoại thông minh đến TV hoặc tủ lạnh, cũng như tiếp thị và quảng cáo của Samsung. Phông chữ hỗ trợ 400 ngôn ngữ khác nhau thông qua hơn 25.000 ký tự.

## Các loại mặt hàng
| Sản phẩm                         | Thị phần toàn cầu | Đối thủ cạnh tranh                       | M/S    | Năm                     | Nguồn           |
| -------------------------------- | ----------------- | ---------------------------------------- | ------ | ----------------------- | --------------- |
| DRAM                             | 34.3%             | Hynix                                    | 21.6%  | Q1 2009                 | [ 116 ]         |
| NAND Flash                       | 40.4%             | Toshiba                                  | 28.1%  | 2008                    | [ 117 ]         |
| Màn hình LCD cỡ lớn              | 26.2%             | LG Display                               | 25.8%  | 2009 February           | [ 118 ]         |
| Bảng PDP                         | 30.5%             | LG Display                               | 34.8%  | Q1 2008                 | [ 119 ]         |
| AMOLED                           | 90.0%             | LG Display                               | -      | Q2 2008                 | [ 120 ]         |
| Pin Li-ion                       | 19%               | Sanyo                                    | 20%    | Q2, 2009                |                 |
| Màn hình LCD                     | 16.1%             | Dell                                     | 14.6%  | 2008                    | [ 121 ]         |
| Ổ đĩa cứng                       | 9.5%              | Seagate Technology                       | 34.9%  | 2007                    | [ 122 ]         |
| Máy in đa năng                   | 16.4%             | HP                                       | 19.2%  | Q1 2009                 | [ 123 ]         |
| TV (LCD, PDP, CRT)               | 23%               | LG Electronics                           | 13.7 % | Q3'09 Chia sẻ lợi nhuận | [ 124 ]         |
| Tủ lạnh cửa Pháp (thị trường Mỹ) | 18.79%            | Whirlpool                                | 23.83% | Tháng 1/2009            | [ 125 ]         |
| Điện thoại                       | 27.7%             | Nokia, Apple                             | ,26,7% | Q1 2013                 | [ 126 ]         |
| Máy ảnh kĩ thuật số              | 9.1%              | Canon                                    | 19.2%  | 2007                    | [ 127 ]         |
| Khoan                            | 80%               | Daewoo Shipbuilding & Marine Engineering | 20%    | 2000-2007               | [ 128 ] [ 129 ] |

## Samsung Medical Center
Samsung tặng khoảng 100 triệu USD mỗi năm cho Samsung Medical Center, một nhà cung cấp dịch vụ chăm sóc sức khỏe phi lợi nhuận được thành lập vào năm 1994. Samsung Medical Center hợp tác cùng Bệnh viện Samsung Seoul, Bệnh viện Samsung Kangbuk, Bệnh viện Samsung Changwon, Trung tâm Ung thư Samsung và Trung tâm Nghiên cứu Khoa học Đời sống Samsung. Trung tâm Ung thư Samsung, nằm ở Seoul, là trung tâm ung thư lớn nhất ở châu Á.
Samsung Medical Center và công ty dược phẩm đa quốc gia Pfizer đã đồng ý hợp tác nghiên cứu để xác định các cơ chế di truyền chịu trách nhiệm cho các kết cục lâm sàng trong ung thư biểu mô tế bào gan.

## Tài trợ
Samsung Electronics đã chi khoảng 14 tỷ đô la Mỹ để quảng cáo và tiếp thị vào năm 2013. Với 5,4% doanh thu hàng năm, đây là tỷ lệ lớn hơn bất kỳ doanh nghiệp nào trong số 20 công ty hàng đầu thế giới (Apple đã chi 0,6% và General Motors chi 3,5%). Samsung đã trở thành nhà quảng cáo lớn nhất thế giới trong năm 2012, chi tiêu 4,3 tỷ đô la, so với 1 tỷ đô la của Apple. Giá trị thương hiệu toàn cầu của Samsung năm 2013 là gần 40 tỷ USD.

### Thể thao

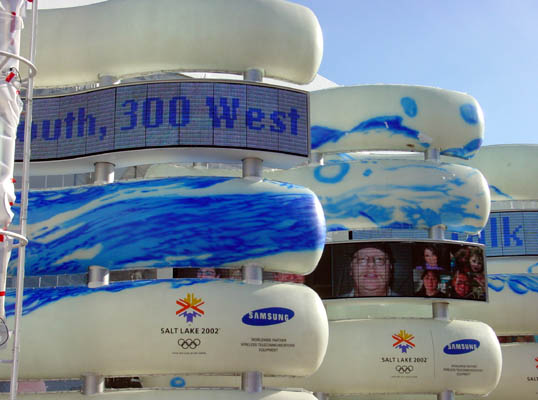
Một biển hiệu Samsung ở thành phố Salt Lake trong Thế vận hội mùa đông năm 2002.

Samsung là nhà tài trợ cho câu lạc bộ Bayern Munich ở giải Bundesliga. Samsung đã đánh dấu vào lịch sử giải Bóng đá Ngoại hạng Anh khi trở thành nhà tài trợ bóng đá lớn nhất cho câu lạc bộ Chelsea F.C., ước tính trị giá hơn 50 triệu bảng Anh cho 5 năm tài trợ. Tập đoàn cũng là nhà tài trợ cho 2 câu lạc bộ bóng đá ở giải hạng nhất ở Anh - Swindon Town và Leyton Orient.
Tập đoàn cũng tài trợ cho đội Sydney Roosters tại Giải vô địch bóng bầu dục Australia (NRL) từ 1995-1997 và từ 2004 đến nay. Họ cũng tài trợ cho câu lạc bộ bóng đá Melbourne Victory trong giải quốc gia Australia A-League.
Samsung cũng là nhà đồng tài trợ, cùng với hãng Radio Shack, tài trợ đường đua Samsung/Radio Shack 500 NASCAR.
Samsung là nhà tài trợ cho thế vận hội Olympic ở Seoul năm 1988, và đối tác toàn cầu của Olympic kể từ Thế vận hội mùa đông năm 1998.
Samsung tham gia điều hành nhiều câu lạc bộ thể thao như Suwon Samsung Bluewings, clb bóng chày Samsung Lions, clb bóng rổ Seoul Samsung Thunders, clb bóng chuyền Daejeon Samsung Fire Bluefangs,...
Samsung cũng là nhà tài trợ cho giải đấu thể thao điện tử Starcraft Brood War cùng đội tuyển Samsung Khan ở bộ môn Starcraft II.

## Thừa kế hợp pháp nhưng bằng cách thiết thực
Tháng 10 năm 1996, Samsung Everland, khu giải trí lớn nhất Hàn Quốc, đã phát hành 1,28 triệu bản khế ước thay đổi (CB), mỗi cái có giá trị 7.700 Won – có thể coi là rẻ hơn so với giá cổ phiếu của công ty lúc đó là 100.000 won. Không phải cổ đông nào cũng có quyền mua những bản khế ước này, ngoại trừ con trai và con gái của chủ tịch Lee Kun-hee. Trong một thời gian ngắn, những đứa con của ông đã biến khế ước thành cổ phiếu, và từ đó trở thành những cổ đông chính. Chỉ một quá trình đơn giản vậy đã góp vào lợi nhuận 120 tỷ won (khoảng 120 triệu USD). Ngày 24 tháng 3 năm 1997, Hãng điện tử Samsung cũng đã dùng cách tương tự, phát hành những khế ước trị giá 60 tỷ won để sinh ra 45 tỷ won khác (khoảng 45 triệu USD) vào lợi nhuận của gia đình. Ngày 26 tháng 2 năm 1999, thay vì dùng khế ước thay đổi, Samsung SDS phát hành Khế ước chứng thực (BW) với giá trị thấp hơn, chỉ 7.150 Won.
Cách thức trên đã cho phép những đứa con của Lee Kun-hee trở thành những người giàu nhất Hàn Quốc, và cũng như việc điều hành thành công của toàn thể tập đoàn Samsung.

## Tranh cãi

### Các vụ bê bối tài chính
Năm 2007, cựu giám đốc luật sư của Samsung, ông Kim Yong Chul, tuyên bố rằng ông đã tham gia hối lộ và ngụy tạo bằng chứng để chạy tội cho chủ tịch tập đoàn Lee Kun-hee và công ty. Kim nói rằng các luật sư của Samsung đã huấn luyện các giám đốc điều hành để phục vụ như là những vật tế thần theo một "kịch bản" để bảo vệ Lee, mặc dù những người điều hành đó không tham gia. Kim cũng nói với giới truyền thông rằng anh đã bị Samsung từ bỏ sau khi từ chối trả khoản hối lộ 3,3 triệu USD cho thẩm phán Tòa án liên bang Hoa Kỳ, trong đó hai giám đốc điều hành của họ bị kết tội vì tội kê khống giá vi mạch. Kim tiết lộ rằng công ty đã huy động một lượng lớn quỹ bí mật thông qua các tài khoản ngân hàng được mở bất hợp pháp dưới tên của tối đa 1.000 giám đốc điều hành Samsung - dưới tên của chính mình, bốn tài khoản đã được mở để quản lý 5 tỷ Won.

### Vị thế độc quyền
"Bạn thậm chí có thể nói rằng chủ tịch Samsung mạnh hơn Tổng thống Hàn Quốc. Người Hàn Quốc đã nghĩ đến Samsung là bất khả chiến bại và cao hơn pháp luật", Woo Suk-hoon, chủ nhà của một podcast kinh tế nổi tiếng đã nói tại một bài viết trên tờ Washington Post đã được công bố vào ngày 9/12/2012. Các nhà phê bình cho rằng Samsung đã loại bỏ các doanh nghiệp nhỏ hơn, hạn chế lựa chọn cho người tiêu dùng Hàn Quốc và đôi khi thông đồng với những tập đoàn khổng lồ khác để thao túng giá. Lee Jung-hee, một ứng cử viên tổng thống Hàn Quốc, cho biết trong một cuộc tranh luận, "Samsung nắm chính phủ trong tay của mình. Samsung quản lý thế giới, báo chí, các viện nghiên cứu và giới quan chức".

### Tiếp thị lan truyền
Ủy ban Thương mại Công bằng Đài Loan đang điều tra Samsung và đại lý quảng cáo tại Đài Loan để quảng cáo sai sự thật. Vụ kiện được bắt đầu sau khi Ủy ban nhận được khiếu nại cho biết cơ quan đã thuê sinh viên tấn công các đối thủ cạnh tranh của Samsung Electronics trong các diễn đàn trực tuyến. Samsung Đài Loan đã đưa ra thông báo trên trang Facebook của mình, trong đó tuyên bố rằng họ không can thiệp vào bất kỳ báo cáo đánh giá nào và đã ngừng các chiến dịch tiếp thị trực tuyến cấu thành việc đăng hoặc trả lời nội dung trong các diễn đàn trực tuyến.

### Lạm dụng lao động
Samsung là chủ đề của một số khiếu nại về lao động trẻ em trong chuỗi từ năm 2012 đến năm 2015.
Vào tháng 7 năm 2014, Samsung đã cắt hợp đồng với Shinyang Electronics sau khi nhận được khiếu nại về công ty vi phạm luật lao động trẻ em. Samsung nói rằng cuộc điều tra của họ đã đưa ra bằng chứng của Shinyang sử dụng lao động chưa đủ tuổi và họ đã cắt đứt quan hệ ngay lập tức theo chính sách "không khoan nhượng" đối với các vi phạm lao động trẻ em.
Một trong những nhà máy cung cấp Trung Quốc của Samsung, HEG, đã bị chỉ trích vì sử dụng lao động chưa đủ tuổi của China Labor Watch (CLW) vào tháng 7 năm 2014. HEG đã từ chối các cáo buộc và đã kiện China Labor Watch.
CLW đã đưa ra một tuyên bố vào tháng 8 năm 2014 cho rằng HEG đã thuê hơn 10 trẻ em dưới 16 tuổi tại một nhà máy ở Huệ Châu, Quảng Đông. Nhóm cho biết đứa trẻ nhỏ nhất được xác định là 14 tuổi. Samsung cho biết họ đã tiến hành một cuộc điều tra tại chỗ về dây chuyền sản xuất bao gồm các cuộc phỏng vấn trực tiếp nhưng không tìm thấy bằng chứng về lao động trẻ em đang được sử dụng. CLW đã trả lời rằng HEG đã bác bỏ những công nhân được yêu cầu nói dối trong tuyên bố của mình trước khi các nhà điều tra của Samsung đến.
CLW cũng tuyên bố rằng HEG đã vi phạm các quy tắc làm thêm giờ cho công nhân người lớn. CLW cho biết một sinh viên đại học nữ chỉ trả lương tiêu chuẩn mặc dù làm việc thêm bốn tiếng mỗi ngày mặc dù luật pháp Trung Quốc đòi hỏi phải trả lương gấp 1,5 đến 2,0 lần lương tiêu chuẩn.

### Sửa giá
Vào ngày 19 tháng 10 năm 2011, các công ty Samsung bị phạt 145.727.000 Euro vì là một phần của một cartel giá của mười công ty cho DRAM kéo dài từ ngày 1 tháng 7 năm 1998 đến ngày 15 tháng 6 năm 2002.
Tại Canada, trong năm 1999, một số nhà sản xuất vi mạch DRAM đã âm mưu sửa chữa giá, trong số các bị cáo có Samsung. Việc sửa chữa giá đã được điều tra vào năm 2002. Một cuộc suy thoái bắt đầu xảy ra trong năm đó, và việc sửa chữa giá kết thúc; tuy nhiên, trong năm 2014, chính phủ Canada đã mở lại vụ án và điều tra âm thầm. Đã tìm thấy và trình bày đủ bằng chứng cho Samsung và hai nhà sản xuất khác trong một buổi điều trần vụ kiện tập thể. Các công ty đã đồng ý một thỏa thuận trị giá 120 triệu đô la, với 40 triệu đô la tiền phạt và 80 triệu đô la để trả lại cho người Canada mua máy tính, máy in, máy nghe nhạc MP3, bảng điều khiển trò chơi hoặc máy ảnh từ tháng 4 năm 1999 đến tháng 6 năm 2002.

### Lỗi đánh nhầm của Samsung 2018
Vào ngày 8 tháng 4 năm 2018 trong lỗi đánh máy nhầm của Samsung năm 2018, công ty đã nhầm lẫn cấp một khoản tiền khổng lồ cho nhân viên trong một kế hoạch sở hữu cổ phiếu. Lỗi này đã làm gián đoạn thị trường tài chính Hàn Quốc.

## Kiện tụng
Theo các bảng báo cáo, năm 2006 Samsung đã bị kiện bởi các công ty 20th Century Fox, Paramount Pictures, Time Warner, Walt Disney và Universal Studios. Năm hãng phim lớn nhất Hoa Kỳ này cho rằng một trong các sản phẩm đầu DVD của Samsung đã không sử dụng công nghệ mã hóa.
Người phát ngôn của Samsung nói "đoán chắc rằng những nhà làm phim đó đã tung ra sản phẩm DVD-HD841 mà Samsung bán ở Mỹ từ tháng 6 đến tháng 10 năm 2004. Nếu vậy, chúng tôi không hiểu tại sao những hãng phim đó lại phàn nàn về sản phẩm. Chúng tôi đã ngừng sản xuất đời DVD đó sau khi quyền bảo vệ sao chép của nó có thể bị phá huỷ bởi những người sử dụng rắc rối".

## Tại Việt Nam
Samsung đã đầu tư hàng chục tỷ USD vào thị trường Việt Nam. Samsung Electronics Vietnam hiện nay đã và đang không chỉ là doanh nghiệp FDI có quy mô sản xuất lớn nhất, có quy trình tuyển dụng nhân sự khắt khe bậc nhất, lọt top những nơi làm việc tốt nhất, mà còn là doanh nghiệp có vốn đầu tư trực tiếp nước ngoài lớn nhất ở quốc gia này.
Năm 2021, Samsung dẫn đầu danh sách các thương hiệu tốt nhất Việt Nam.
Năm 2022, Samsung Electronics Vietnam hợp tác với nền tảng chuẩn bị đám cưới WEDDINGBOOK để tổ chức triển lãm cưới nhằm tăng cường sự hiện diện các thiết bị gia dụng thông minh tới các cặp đôi mới cưới tại Việt Nam.  Trong khi đó tại Hàn Quốc, Samsung Electronics cùng với WEDDINGBOOK trụ sở chính tại Cheongdam-dong Hàn Quốc đã cùng tổ chức các cửa hàng pop-up và các sự kiện hòa nhạc, nơi các cặp đôi mới cưới chuẩn bị kết hôn có thể trải nghiệm nhiều trải nghiệm khác nhau.